# Lista siturilor arheologice din județul Botoșani - B
Lista siturilor arheologice din județul Botoșani - B conține toate siturile arheologice din județul Botoșani înscrise în Repertoriul Arheologic Național (RAN) și aflate în localități al căror nume începe cu litera B. RAN este administrat de Ministerul Culturii și Patrimoniului Național și cuprinde date științifice, cartografice, topografice, imagini și planuri, precum și orice alte informații privitoare la zonele cu potențial arheologic, studiate sau nu, încă existente sau dispărute.
Puteți căuta un sit din localitățile care încep cu litera B folosind formularul de mai jos sau puteți naviga prin toate siturile din județ la Lista siturilor arheologice din județul Botoșani.
| Cod RAN                                   | Denumire | Localitate                                       | Adresă                                                | Datare                                                           | Descoperit                                                                                     | Coordonate                                    | Imagine           | Erori            |
| ----------------------------------------- | --- | ------------------------------------------------ | ----------------------------------------------------- | ---------------------------------------------------------------- | ---------------------------------------------------------------------------------------------- | --------------------------------------------- | ----------------- | ---------------- |
| 35740.06.01 (Cod LMI: BT-I-s-B-01751)     | Situl arheologic de la Botoșani - "Groapa lui Achim" / ansamblu anonim (Categorie: locuire civilă) (Tip: Așezare)                                                                               | municipiul Botoșani                              | Groapa lui Ichim                                      | Cucuteni aprox. 4.500- 3.500 ani                                 | N. Zaharia 1973                                                                                | 47°44′21″N 26°42′43″E / 47.7392°N 26.71188°E  | Încărcați imagine | Raportați eroare |
| 35740.06.02 (Cod LMI: BT-I-s-B-01751)     | Situl arheologic de la Botoșani - "Groapa lui Achim" / ansamblu anonim (Categorie: locuire civilă) (Tip: Așezare)                                                                               | municipiul Botoșani                              | Groapa lui Ichim                                      | dacilor liberi sec. II-III                                       | N. Zaharia 1973                                                                                | 47°44′21″N 26°42′43″E / 47.7392°N 26.71188°E  | Încărcați imagine | Raportați eroare |
| 35740.06.03 (Cod LMI: BT-I-s-B-01751)     | Situl arheologic de la Botoșani - "Groapa lui Achim" / ansamblu anonim (Categorie: locuire civilă) (Tip: Așezare)                                                                               | municipiul Botoșani                              | Groapa lui Ichim                                      | Lozna-Borniș sec. VI-VII                                         | N. Zaharia 1973                                                                                | 47°44′21″N 26°42′43″E / 47.7392°N 26.71188°E  | Încărcați imagine | Raportați eroare |
| 35740.06.04 (Cod LMI: BT-I-s-B-01751)     | Situl arheologic de la Botoșani - "Groapa lui Achim" / ansamblu anonim (Categorie: locuire civilă) (Tip: Așezare)                                                                               | municipiul Botoșani                              | Groapa lui Ichim                                      |                                                                  | N. Zaharia 1973                                                                                | 47°44′21″N 26°42′43″E / 47.7392°N 26.71188°E  | Încărcați imagine | Raportați eroare |
| 35964.04.01 (Cod LMI: BT-I-m-B-01752.02)  | Situl arheologic de la Bajura - La Izunie / ansamblu anonim (Categorie: locuire civilă) (Tip: Așezare)                                                                                          | sat Bajura, oraș Darabani                        | La Izunie                                             | Cucuteni - A                                                     | înv. D. Jar 1973                                                                               | 48°12′06″N 26°30′51″E / 48.20157°N 26.51422°E | Încărcați imagine | Raportați eroare |
| 35964.04.02 (Cod LMI: BT-I-m-B-01752.01)  | Situl arheologic de la Bajura - La Izunie / ansamblu anonim (Categorie: locuire civilă) (Tip: Așezare fortificată)                                                                              | sat Bajura, oraș Darabani                        | La Izunie                                             | getică aprox. 450-300 ani                                        | înv. D. Jar 1973                                                                               | 48°12′06″N 26°30′51″E / 48.20157°N 26.51422°E | Încărcați imagine | Raportați eroare |
| 37805.01.01 (Cod LMI: BT-I-s-B-01753)     | Situl arheologic de la Baranca - La Cetățuie / ansamblu anonim (Categorie: locuire civilă) (Tip: Așezare fortificată)                                                                           | sat Baranca, comuna Hudești                      | La Cetățuie                                           | Răducăneni sec. XI-XII                                           | cf. Odobescu 1908 1870                                                                         | 48°11′13″N 26°27′13″E / 48.18697°N 26.45374°E | Încărcați imagine | Raportați eroare |
| 37805.01.02 (Cod LMI: BT-I-s-B-01753)     | Situl arheologic de la Baranca - La Cetățuie / ansamblu anonim (Categorie: locuire civilă) (Tip: Așezare)                                                                                       | sat Baranca, comuna Hudești                      | La Cetățuie                                           | Dridu sec. IX-XI                                                 | cf. Odobescu 1908 1870                                                                         | 48°11′13″N 26°27′13″E / 48.18697°N 26.45374°E | Încărcați imagine | Raportați eroare |
| 37805.01.03 (Cod LMI: BT-I-s-B-01753)     | Situl arheologic de la Baranca - La Cetățuie / ansamblu anonim (Categorie: locuire civilă) (Tip: Așezare)                                                                                       | sat Baranca, comuna Hudești                      | La Cetățuie                                           | sec. XVII-XVIII                                                  | cf. Odobescu 1908 1870                                                                         | 48°11′13″N 26°27′13″E / 48.18697°N 26.45374°E | Încărcați imagine | Raportați eroare |
| 36088.01.02 (Cod LMI: BT-I-m-B-01754.04)  | Situl arheologic de la Bodeasa - Fundul Bodesei / ansamblu anonim (Categorie: locuire civilă) (Tip: Așezare)                                                                                    | sat Bodeasa, oraș Săveni                         | Fundul Bodesei                                        | Cucuteni aprox. 4.500- 3.500 ani                                 | N. Zaharia 1955                                                                                | 47°57′49″N 26°55′16″E / 47.96365°N 26.92124°E | Încărcați imagine | Raportați eroare |
| 36088.01.03 (Cod LMI: BT-I-m-B-01754.03)  | Situl arheologic de la Bodeasa - Fundul Bodesei / ansamblu anonim (Categorie: locuire civilă) (Tip: Așezare)                                                                                    | sat Bodeasa, oraș Săveni                         | Fundul Bodesei                                        | Noua aprox. 1500/1400-1150 ani                                   | N. Zaharia 1955                                                                                | 47°57′49″N 26°55′16″E / 47.96365°N 26.92124°E | Încărcați imagine | Raportați eroare |
| 36088.01.04 (Cod LMI: BT-I-m-B-01754.01)  | Situl arheologic de la Bodeasa - Fundul Bodesei / ansamblu anonim (Categorie: locuire civilă) (Tip: Așezare)                                                                                    | sat Bodeasa, oraș Săveni                         | Fundul Bodesei                                        | sec. XVII - XVIII                                                | N. Zaharia 1955                                                                                | 47°57′49″N 26°55′16″E / 47.96365°N 26.92124°E | Încărcați imagine | Raportați eroare |
| 36088.01.01 (Cod LMI: BT-I-s-B-01754)     | Situl arheologic de la Bodeasa - Fundul Bodesei / ansamblu anonim (Categorie: locuire civilă) (Tip: Așezare)                                                                                    | sat Bodeasa, oraș Săveni                         | Fundul Bodesei                                        | Musterian aprox. 65.000-38.000/40.000-35.000 ani                 | N. Zaharia 1955                                                                                | 47°57′49″N 26°55′16″E / 47.96365°N 26.92124°E | Încărcați imagine | Raportați eroare |
| 36159.01.01 (Cod LMI: BT-I-m-B-01755.04)  | Situl arheologic de la Buimăceni - "La Șendreanu" / ansamblu anonim (Categorie: locuire civilă) (Tip: Așezare)                                                                                  | sat Buimăceni, comuna Albești                    | La Șendreanu                                          | Cucuteni - B1                                                    | 1870                                                                                           | 47°39′52″N 27°05′51″E / 47.66433°N 27.09757°E | Încărcați imagine | Raportați eroare |
| 36159.01.02 (Cod LMI: BT-I-m-B-01755.03)  | Situl arheologic de la Buimăceni - "La Șendreanu" / ansamblu anonim (Categorie: locuire civilă) (Tip: Așezare)                                                                                  | sat Buimăceni, comuna Albești                    | La Șendreanu                                          | Noua 1500/1400-1150 ani                                          | 1870                                                                                           | 47°39′52″N 27°05′51″E / 47.66433°N 27.09757°E | Încărcați imagine | Raportați eroare |
| 36159.01.03 (Cod LMI: BT-I-m-B-01755.02)  | Situl arheologic de la Buimăceni - "La Șendreanu" / ansamblu anonim (Categorie: locuire civilă) (Tip: Așezare)                                                                                  | sat Buimăceni, comuna Albești                    | La Șendreanu                                          | Sântana de Mureș - Cerneahov sec. IV - V                         | 1870                                                                                           | 47°39′52″N 27°05′51″E / 47.66433°N 27.09757°E | Încărcați imagine | Raportați eroare |
| 36159.01.04 (Cod LMI: BT-I-m-B-01755.01)  | Situl arheologic de la Buimăceni - "La Șendreanu" / ansamblu anonim (Categorie: locuire civilă) (Tip: așezare)                                                                                  | sat Buimăceni, comuna Albești                    | La Șendreanu                                          | sec. XIV - XV                                                    | 1870                                                                                           | 47°39′52″N 27°05′51″E / 47.66433°N 27.09757°E | Încărcați imagine | Raportați eroare |
| 36159.01.05 (Cod LMI: BT-I-s-B-01755)     | Situl arheologic de la Buimăceni - "La Șendreanu" / ansamblu anonim (Categorie: locuire civilă) (Tip: necropola)                                                                                | sat Buimăceni, comuna Albești                    | La Șendreanu                                          |                                                                  | 1870                                                                                           | 47°39′52″N 27°05′51″E / 47.66433°N 27.09757°E | Încărcați imagine | Raportați eroare |
| 36462.01.01                               | Așezarea medievală de la Bucecea - "Biserica pustie" / ansamblu anonim (Categorie: locuire civilă) (Tip: Așezare)                                                                               | oraș Bucecea                                     | Biserica pustie                                       | sec. XV - XVIII                                                  | Gheorghe Bostan 1989                                                                           | 47°47′15″N 26°24′25″E / 47.78751°N 26.40683°E | Încărcați imagine | Raportați eroare |
| 36462.01.01                               | Așezarea medievală de la Bucecea - "Biserica pustie" / complex anonim (Categorie: locuire civilă) (Tip: biserică)                                                                               | oraș Bucecea                                     | Biserica pustie                                       | sec. XV                                                          | Gheorghe Bostan 1989                                                                           | 47°47′15″N 26°24′25″E / 47.78751°N 26.40683°E | Încărcați imagine | Raportați eroare |
| 36462.01.01                               | Așezarea medievală de la Bucecea - "Biserica pustie" / complex Z1 (Categorie: locuire civilă) (Tip: construcție)                                                                                | oraș Bucecea                                     | Biserica pustie                                       | sec. XVII-XVIII                                                  | Gheorghe Bostan 1989                                                                           | 47°47′15″N 26°24′25″E / 47.78751°N 26.40683°E | Încărcați imagine | Raportați eroare |
| 36462.01.01                               | Așezarea medievală de la Bucecea - "Biserica pustie" / complex Z2 (Categorie: locuire civilă) (Tip: construcție)                                                                                | oraș Bucecea                                     | Biserica pustie                                       | sec. XV - XVI                                                    | Gheorghe Bostan 1989                                                                           | 47°47′15″N 26°24′25″E / 47.78751°N 26.40683°E | Încărcați imagine | Raportați eroare |
| 36462.01.02                               | Așezarea medievală de la Bucecea - "Biserica pustie" / ansamblu anonim (Categorie: locuire civilă) (Tip: Necropolă)                                                                             | oraș Bucecea                                     | Biserica pustie                                       | sec. XV - XVIII                                                  | Gheorghe Bostan 1989                                                                           | 47°47′15″N 26°24′25″E / 47.78751°N 26.40683°E | Încărcați imagine | Raportați eroare |
| 35740.02.01 (Cod LMI: BT-II-m-B-01891)    | Situl arheologic Biserica Sf. Ioan Botezătorul de la Botoșani / ansamblu anonim (Categorie: construcție de cult) (Tip: Biserică de piatră)                                                      | municipiul Botoșani                              | Str. Grigore Nicolae 1                                | sec. XV                                                          |                                                                                                |                                               | Încărcați imagine | Raportați eroare |
| 35740.02.02 (Cod LMI: BT-II-m-B-01891)    | Situl arheologic Biserica Sf. Ioan Botezătorul de la Botoșani / ansamblu anonim (Categorie: construcție de cult) (Tip: Așezare)                                                                 | municipiul Botoșani                              | Str. Grigore Nicolae 1                                | sec. XV                                                          |                                                                                                |                                               | Încărcați imagine | Raportați eroare |
| 35740.02.02 (Cod LMI: BT-II-m-B-01891)    | Situl arheologic Biserica Sf. Ioan Botezătorul de la Botoșani / complex anonim (Categorie: construcție de cult) (Tip: locuință)                                                                 | municipiul Botoșani                              | Str. Grigore Nicolae 1                                | sec. XV                                                          |                                                                                                |                                               | Încărcați imagine | Raportați eroare |
| 35740.01.01                               | Biserica "Uspenia", azi "Adormirea Maicii Domnului" de la Botoșani / ansamblu Biserica "Adormirea Maicii Domnului" (Categorie: structură de cult/religioasă) (Tip: Biserică)                    | municipiul Botoșani                              | Str. 1 Decembrie 1918, nr. 43, punct Biserica Uspenia | 1552                                                             |                                                                                                | 47°48′58″N 27°03′37″E / 47.81614°N 27.06037°E | Încărcați imagine | Raportați eroare |
| 35740.01.01                               | Biserica "Uspenia", azi "Adormirea Maicii Domnului" de la Botoșani / ansamblu Biserica "Adormirea Maicii Domnului" / complex anonim (Categorie: structură de cult/religioasă) (Tip: clopotniță) | municipiul Botoșani                              | Str. 1 Decembrie 1918, nr. 43, punct Biserica Uspenia | 1552                                                             |                                                                                                | 47°48′58″N 27°03′37″E / 47.81614°N 27.06037°E | Încărcați imagine | Raportați eroare |
| 35740.01.02                               | Biserica "Uspenia", azi "Adormirea Maicii Domnului" de la Botoșani / ansamblu Biserica "Adormirea Maicii Domnului" (Categorie: structură de cult/religioasă) (Tip: biserică)                    | municipiul Botoșani                              | Str. 1 Decembrie 1918, nr. 43, punct Biserica Uspenia | 1819                                                             |                                                                                                | 47°48′58″N 27°03′37″E / 47.81614°N 27.06037°E | Încărcați imagine | Raportați eroare |
| 35740.01.03                               | Biserica "Uspenia", azi "Adormirea Maicii Domnului" de la Botoșani / ansamblu anonim (Categorie: structură de cult/religioasă) (Tip: Turn clopotniță)                                           | municipiul Botoșani                              | Str. 1 Decembrie 1918, nr. 43, punct Biserica Uspenia | 1811                                                             |                                                                                                | 47°48′58″N 27°03′37″E / 47.81614°N 27.06037°E | Încărcați imagine | Raportați eroare |
| 35740.15.01 (Cod LMI: BT-II-m-A-01929.01) | Situl Bisericii "Sf. Nicolae" din Popăuți-Botoșani / ansamblu Biserica "Sf. Nicolae"- Popăuți (Categorie: structură de cult/religioasă) (Tip: Biserică)                                         | municipiul Botoșani                              | str. Ștefan cel Mare 33 - A                           | 1496                                                             |                                                                                                | 47°35′42″N 26°43′30″E / 47.59487°N 26.725°E   | Încărcați imagine | Raportați eroare |
| 35740.15 (Cod LMI: BT-II-a-A-01929)       | Situl Bisericii "Sf. Nicolae" din Popăuți-Botoșani / ansamblu anonim (Categorie: structură de cult/religioasă)                                                                                  | municipiul Botoșani                              | str. Ștefan cel Mare 33 - A                           |                                                                  |                                                                                                | 47°35′42″N 26°43′30″E / 47.59487°N 26.725°E   | Încărcați imagine | Raportați eroare |
| 35740.15.02 (Cod LMI: BT-II-m-A-01929.02) | Situl Bisericii "Sf. Nicolae" din Popăuți-Botoșani / ansamblu anonim (Categorie: structură de cult/religioasă) (Tip: Turn clopotniță)                                                           | municipiul Botoșani                              | str. Ștefan cel Mare 33 - A                           | 1496                                                             |                                                                                                | 47°35′42″N 26°43′30″E / 47.59487°N 26.725°E   | Încărcați imagine | Raportați eroare |
| 35740.15.03 (Cod LMI: BT-II-a-A-01929)    | Situl Bisericii "Sf. Nicolae" din Popăuți-Botoșani / ansamblu Biserica Sf. Nicolae (Categorie: structură de cult/religioasă) (Tip: biserică)                                                    | municipiul Botoșani                              | str. Ștefan cel Mare 33 - A                           | 1897                                                             |                                                                                                | 47°35′42″N 26°43′30″E / 47.59487°N 26.725°E   | Încărcați imagine | Raportați eroare |
| 36462.02.01 (Cod LMI: BT-II-m-B-01951)    | Biserica "Sf. Nicolae" de la Bucecea / ansamblu Biserica "Sf. Nicolae" (Categorie: structură de cult/religioasă) (Tip: Biserică)                                                                | oraș Bucecea                                     | 408                                                   | 1787; cu refaceri 1865                                           |                                                                                                |                                               | Încărcați imagine | Raportați eroare |
| 35740.04.01 (Cod LMI: BT-IV-m-B-01858.03) | Cimitir în Botoșani - str. Armeană 3 / ansamblu anonim (Categorie: descoperire funerară) (Tip: Cimitir)                                                                                         | municipiul Botoșani                              | str. Armeană 3, punct str. Armeană 3                  | sec. XVIII                                                       |                                                                                                |                                               | Încărcați imagine | Raportați eroare |
| 35740.05.01                               | Așezarea și necropola medievală de la Botoșani-Cartierul Popăuți / ansamblu anonim (Categorie: locuire civilă) (Tip: Așezare)                                                                   | municipiul Botoșani                              | Cartierul Popăuți                                     | sec. XIV - XVI; XVII - XVIII                                     | Em. Zaharia și N. Zaharia 1956                                                                 | 47°45′20″N 26°38′41″E / 47.75547°N 26.6447°E  | Încărcați imagine | Raportați eroare |
| 35740.05.02                               | Așezarea și necropola medievală de la Botoșani-Cartierul Popăuți / ansamblu anonim (Categorie: locuire civilă) (Tip: Necropolă)                                                                 | municipiul Botoșani                              | Cartierul Popăuți                                     | sec. XIV - XVI; XVII - XVIII d.Hr.                               | Em. Zaharia și N. Zaharia 1956                                                                 | 47°45′20″N 26°38′41″E / 47.75547°N 26.6447°E  | Încărcați imagine | Raportați eroare |
| 35964.01.01                               | Situl arheologic de la Bajura - Podul Lipcăniței / ansamblu anonim (Categorie: locuire civilă) (Tip: Așezare)                                                                                   | sat Bajura, oraș Darabani                        | Podul Lipcăniței                                      | Sântana de Mureș - Cerneahov sec. IV - V                         | înv. D. Jar 1974                                                                               | 48°11′05″N 26°32′32″E / 48.1846°N 26.54232°E  | Încărcați imagine | Raportați eroare |
| 35964.01.02                               | Situl arheologic de la Bajura - Podul Lipcăniței / ansamblu anonim (Categorie: locuire civilă) (Tip: Așezare)                                                                                   | sat Bajura, oraș Darabani                        | Podul Lipcăniței                                      | Prodana-Bârlad sec. XIII - XIV                                   | înv. D. Jar 1974                                                                               | 48°11′05″N 26°32′32″E / 48.1846°N 26.54232°E  | Încărcați imagine | Raportați eroare |
| 35964.01.03                               | Situl arheologic de la Bajura - Podul Lipcăniței / ansamblu anonim (Categorie: locuire civilă) (Tip: Așezare)                                                                                   | sat Bajura, oraș Darabani                        | Podul Lipcăniței                                      | sec. XV - XVI                                                    | înv. D. Jar 1974                                                                               | 48°11′05″N 26°32′32″E / 48.1846°N 26.54232°E  | Încărcați imagine | Raportați eroare |
| 35964.01.04                               | Situl arheologic de la Bajura - Podul Lipcăniței / ansamblu anonim (Categorie: locuire civilă) (Tip: Așezare)                                                                                   | sat Bajura, oraș Darabani                        | Podul Lipcăniței                                      | sec. XVII - XVIII                                                | înv. D. Jar 1974                                                                               | 48°11′05″N 26°32′32″E / 48.1846°N 26.54232°E  | Încărcați imagine | Raportați eroare |
| 35964.01.05                               | Situl arheologic de la Bajura - Podul Lipcăniței / ansamblu anonim (Categorie: locuire civilă) (Tip: Așezare)                                                                                   | sat Bajura, oraș Darabani                        | Podul Lipcăniței                                      | getică aprox. 450-300 ani                                        | înv. D. Jar 1974                                                                               | 48°11′05″N 26°32′32″E / 48.1846°N 26.54232°E  | Încărcați imagine | Raportați eroare |
| 36088.02.01                               | Situl arheologic de la Bodeasa - La Holm / ansamblu anonim (Categorie: locuire civilă) (Tip: Așezare)                                                                                           | sat Bodeasa, oraș Săveni                         | La Holm                                               | Cucuteni aprox. 4.500- 3.500 ani                                 | N. Zaharia 1955                                                                                | 47°58′51″N 26°55′06″E / 47.98086°N 26.91843°E | Încărcați imagine | Raportați eroare |
| 36088.02.02                               | Situl arheologic de la Bodeasa - La Holm / ansamblu anonim (Categorie: locuire civilă) (Tip: Așezare)                                                                                           | sat Bodeasa, oraș Săveni                         | La Holm                                               | Noua aprox. 1500/1400-1150 ani                                   | N. Zaharia 1955                                                                                | 47°58′51″N 26°55′06″E / 47.98086°N 26.91843°E | Încărcați imagine | Raportați eroare |
| 36159.02.02                               | Situl arheologic de la Buimăceni-În deal la biserică / ansamblu anonim (Categorie: fortificație) (Tip: Așezare)                                                                                 | sat Buimăceni, comuna Albești                    | În deal la biserică                                   | Cucuteni - B                                                     | 1969                                                                                           | 47°40′25″N 27°05′21″E / 47.67361°N 27.08923°E | Încărcați imagine | Raportați eroare |
| 36159.02.04                               | Situl arheologic de la Buimăceni-În deal la biserică / ansamblu anonim (Categorie: fortificație) (Tip: Așezare fortificată)                                                                     | sat Buimăceni, comuna Albești                    | În deal la biserică                                   | dacilor liberi sec. II-III                                       | 1969                                                                                           | 47°40′25″N 27°05′21″E / 47.67361°N 27.08923°E | Încărcați imagine | Raportați eroare |
| 36159.02.01                               | Situl arheologic de la Buimăceni-În deal la biserică / ansamblu anonim (Categorie: fortificație) (Tip: așezare)                                                                                 | sat Buimăceni, comuna Albești                    | În deal la biserică                                   | Starcevo - Criș 6.500-5.500 ani                                  | 1969                                                                                           | 47°40′25″N 27°05′21″E / 47.67361°N 27.08923°E | Încărcați imagine | Raportați eroare |
| 36159.02.03                               | Situl arheologic de la Buimăceni-În deal la biserică / ansamblu anonim (Categorie: fortificație) (Tip: așezare)                                                                                 | sat Buimăceni, comuna Albești                    | În deal la biserică                                   | Noua 1500/1400-1150 ani                                          | 1969                                                                                           | 47°40′25″N 27°05′21″E / 47.67361°N 27.08923°E | Încărcați imagine | Raportați eroare |
| 36328.01.01                               | Situl arheologic de la Bălușenii Noi - La Iaz la Georgeasca / ansamblu anonim (Categorie: locuire civilă) (Tip: Așezare)                                                                        | sat Bălușenii Noi, comuna Bălușeni               | La Iaz la Georgeasca                                  | Sântana de Mureș - Cerneahov sec. IV -V                          | A. Păunescu și P. Șadurschi 1983                                                               | 47°41′27″N 26°48′19″E / 47.69072°N 26.80531°E | Încărcați imagine | Raportați eroare |
| 36328.01.02                               | Situl arheologic de la Bălușenii Noi - La Iaz la Georgeasca / ansamblu anonim (Categorie: locuire civilă) (Tip: Așezare)                                                                        | sat Bălușenii Noi, comuna Bălușeni               | La Iaz la Georgeasca                                  | sec. XVII - XVIII                                                | A. Păunescu și P. Șadurschi 1983                                                               | 47°41′27″N 26°48′19″E / 47.69072°N 26.80531°E | Încărcați imagine | Raportați eroare |
| 36337.01.01                               | Situl arheologic de la Buzeni-La Cârnitură / ansamblu anonim (Categorie: locuire civilă) (Tip: Așezare)                                                                                         | sat Buzeni, comuna Bălușeni                      | La Cârnitură                                          | Cucuteni aprox. 4.500- 3.500 ani                                 | Asofronoaie Florin-Costel 1983                                                                 | 47°39′44″N 26°43′52″E / 47.66233°N 26.73102°E | Încărcați imagine | Raportați eroare |
| 36337.01.03                               | Situl arheologic de la Buzeni-La Cârnitură / ansamblu anonim (Categorie: locuire civilă) (Tip: Așezare)                                                                                         | sat Buzeni, comuna Bălușeni                      | La Cârnitură                                          | Sântana de Mureș - Cerneahov sec. IV - V                         | Asofronoaie Florin-Costel 1983                                                                 | 47°39′44″N 26°43′52″E / 47.66233°N 26.73102°E | Încărcați imagine | Raportați eroare |
| 36337.01.02                               | Situl arheologic de la Buzeni-La Cârnitură / ansamblu anonim (Categorie: locuire civilă) (Tip: Așezare)                                                                                         | sat Buzeni, comuna Bălușeni                      | La Cârnitură                                          |                                                                  | Asofronoaie Florin-Costel 1983                                                                 | 47°39′44″N 26°43′52″E / 47.66233°N 26.73102°E | Încărcați imagine | Raportați eroare |
| 36337.02.01                               | Situl arheologic de la Buzeni-Gâtul Popii / ansamblu anonim (Categorie: locuire civilă) (Tip: Așezare)                                                                                          | sat Buzeni, comuna Bălușeni                      | Gâtul Popii                                           | getică aprox. 450-300 ani                                        | A. Păunescu, P. Șadurschi 1983                                                                 | 47°39′43″N 26°43′58″E / 47.66203°N 26.73291°E | Încărcați imagine | Raportați eroare |
| 36337.02.02                               | Situl arheologic de la Buzeni-Gâtul Popii / ansamblu anonim (Categorie: locuire civilă) (Tip: Așezare)                                                                                          | sat Buzeni, comuna Bălușeni                      | Gâtul Popii                                           | dacilor liberi sec. II - III                                     | A. Păunescu, P. Șadurschi 1983                                                                 | 47°39′43″N 26°43′58″E / 47.66203°N 26.73291°E | Încărcați imagine | Raportați eroare |
| 36337.02.03                               | Situl arheologic de la Buzeni-Gâtul Popii / ansamblu anonim (Categorie: locuire civilă) (Tip: Așezare)                                                                                          | sat Buzeni, comuna Bălușeni                      | Gâtul Popii                                           | Sântana de Mureș - Cerneahov sec. IV - V                         | A. Păunescu, P. Șadurschi 1983                                                                 | 47°39′43″N 26°43′58″E / 47.66203°N 26.73291°E | Încărcați imagine | Raportați eroare |
| 36337.02.04                               | Situl arheologic de la Buzeni-Gâtul Popii / ansamblu anonim (Categorie: locuire civilă) (Tip: Așezare)                                                                                          | sat Buzeni, comuna Bălușeni                      | Gâtul Popii                                           | Dridu sec. IX-XI                                                 | A. Păunescu, P. Șadurschi 1983                                                                 | 47°39′43″N 26°43′58″E / 47.66203°N 26.73291°E | Încărcați imagine | Raportați eroare |
| 36382.01.01                               | Sitului arheologic de la Brăești-Vatra Satului / ansamblu anonim (Categorie: locuire civilă) (Tip: Așezare)                                                                                     | sat Brăești, comuna Brăești                      | Vatra Satului                                         | Cucuteni - A, B                                                  | N. Zaharia 1957                                                                                | 47°51′39″N 26°27′05″E / 47.8609°N 26.45129°E  | Încărcați imagine | Raportați eroare |
| 36382.01.02                               | Sitului arheologic de la Brăești-Vatra Satului / ansamblu anonim (Categorie: locuire civilă) (Tip: necropola)                                                                                   | sat Brăești, comuna Brăești                      | Vatra Satului                                         | Costișa-Komarov - Aspectul Corlăteni-Trușești 1900-1500/1400 ani | N. Zaharia 1957                                                                                | 47°51′39″N 26°27′05″E / 47.8609°N 26.45129°E  | Încărcați imagine | Raportați eroare |
| 36382.01.03                               | Sitului arheologic de la Brăești-Vatra Satului / ansamblu anonim (Categorie: locuire civilă) (Tip: Așezare)                                                                                     | sat Brăești, comuna Brăești                      | Vatra Satului                                         | Suceava-Drumul Național sec. VIII-IX                             | N. Zaharia 1957                                                                                | 47°51′39″N 26°27′05″E / 47.8609°N 26.45129°E  | Încărcați imagine | Raportați eroare |
| 36382.01.04                               | Sitului arheologic de la Brăești-Vatra Satului / ansamblu anonim (Categorie: locuire civilă) (Tip: Așezare)                                                                                     | sat Brăești, comuna Brăești                      | Vatra Satului                                         | sec. XVIII                                                       | N. Zaharia 1957                                                                                | 47°51′39″N 26°27′05″E / 47.8609°N 26.45129°E  | Încărcați imagine | Raportați eroare |
| 36435.01.01                               | Așezarea cucuteniana de la Broscăuți - Dealul Anistoroaiei / ansamblu anonim (Categorie: locuire civilă) (Tip: Așezare)                                                                         | sat Broscăuți, comuna Broscăuți                  | Dealul Anistoroaiei                                   | Cucuteni - A-B                                                   | Viorica Perian 1970                                                                            | 47°56′44″N 26°26′19″E / 47.94551°N 26.43864°E | Încărcați imagine | Raportați eroare |
| 35786.01.01                               | Situl arheologic de la Băiceni - În Săliște / ansamblu anonim (Categorie: locuire civilă) (Tip: Așezare)                                                                                        | sat Băiceni, comuna Curtești                     | În Săliște                                            | Sântana de Mureș - Cerneahov sec. IV -V                          | N. Zaharia 1960                                                                                | 47°41′39″N 26°40′20″E / 47.6941°N 26.67214°E  | Încărcați imagine | Raportați eroare |
| 35786.01.02                               | Situl arheologic de la Băiceni - În Săliște / ansamblu anonim (Categorie: locuire civilă) (Tip: Așezare)                                                                                        | sat Băiceni, comuna Curtești                     | În Săliște                                            | Suceava-Șipot-Botoșana sec. VII - VIII                           | N. Zaharia 1960                                                                                | 47°41′39″N 26°40′20″E / 47.6941°N 26.67214°E  | Încărcați imagine | Raportați eroare |
| 35786.01.03                               | Situl arheologic de la Băiceni - În Săliște / ansamblu anonim (Categorie: locuire civilă) (Tip: Așezare)                                                                                        | sat Băiceni, comuna Curtești                     | În Săliște                                            | sec. XVII - XVIII                                                | N. Zaharia 1960                                                                                | 47°41′39″N 26°40′20″E / 47.6941°N 26.67214°E  | Încărcați imagine | Raportați eroare |
| 35786.01.04                               | Situl arheologic de la Băiceni - În Săliște / ansamblu anonim (Categorie: locuire civilă) (Tip: așezare)                                                                                        | sat Băiceni, comuna Curtești                     | În Săliște                                            | Suceava-Drumul Național sec. VIII-IX                             | N. Zaharia 1960                                                                                | 47°41′39″N 26°40′20″E / 47.6941°N 26.67214°E  | Încărcați imagine | Raportați eroare |
| 37244.01.01                               | Situl arheologic de la Bârsănești - Pe Bârnaz / ansamblu anonim (Categorie: locuire civilă) (Tip: Așezare)                                                                                      | sat Bârsănești, comuna Durnești                  | Pe Bârnaz                                             | Cucuteni aprox. 4.500- 3.500 ani                                 | A. Păunescu, P. Șadurschi, V. Chirica, Al. Rădulescu 1974                                      | 47°47′32″N 27°05′25″E / 47.79216°N 27.09027°E | Încărcați imagine | Raportați eroare |
| 37244.01.02                               | Situl arheologic de la Bârsănești - Pe Bârnaz / ansamblu anonim (Categorie: locuire civilă) (Tip: Așezare)                                                                                      | sat Bârsănești, comuna Durnești                  | Pe Bârnaz                                             |                                                                  | A. Păunescu, P. Șadurschi, V. Chirica, Al. Rădulescu 1974                                      | 47°47′32″N 27°05′25″E / 47.79216°N 27.09027°E | Încărcați imagine | Raportați eroare |
| 37244.01.03                               | Situl arheologic de la Bârsănești - Pe Bârnaz / ansamblu anonim (Categorie: locuire civilă) (Tip: Așezare)                                                                                      | sat Bârsănești, comuna Durnești                  | Pe Bârnaz                                             | Sântana de Mureș - Cerneahov sec. IV - V                         | A. Păunescu, P. Șadurschi, V. Chirica, Al. Rădulescu 1974                                      | 47°47′32″N 27°05′25″E / 47.79216°N 27.09027°E | Încărcați imagine | Raportați eroare |
| 37244.01.04                               | Situl arheologic de la Bârsănești - Pe Bârnaz / ansamblu anonim (Categorie: locuire civilă) (Tip: Așezare)                                                                                      | sat Bârsănești, comuna Durnești                  | Pe Bârnaz                                             | Suceava-Drumul Național sec. VIII - IX                           | A. Păunescu, P. Șadurschi, V. Chirica, Al. Rădulescu 1974                                      | 47°47′32″N 27°05′25″E / 47.79216°N 27.09027°E | Încărcați imagine | Raportați eroare |
| 37244.01.05                               | Situl arheologic de la Bârsănești - Pe Bârnaz / ansamblu anonim (Categorie: locuire civilă) (Tip: Așezare)                                                                                      | sat Bârsănești, comuna Durnești                  | Pe Bârnaz                                             | sec. XIV                                                         | A. Păunescu, P. Șadurschi, V. Chirica, Al. Rădulescu 1974                                      | 47°47′32″N 27°05′25″E / 47.79216°N 27.09027°E | Încărcați imagine | Raportați eroare |
| 37244.01.06                               | Situl arheologic de la Bârsănești - Pe Bârnaz / ansamblu anonim (Categorie: locuire civilă) (Tip: Necropolă plană)                                                                              | sat Bârsănești, comuna Durnești                  | Pe Bârnaz                                             | sec. XVI                                                         | A. Păunescu, P. Șadurschi, V. Chirica, Al. Rădulescu 1974                                      | 47°47′32″N 27°05′25″E / 47.79216°N 27.09027°E | Încărcați imagine | Raportați eroare |
| 37244.02.01                               | Așezarea cucuteniană de la Bârsănești - Dealul Cârligului / ansamblu anonim (Categorie: locuire civilă) (Tip: Așezare)                                                                          | sat Bârsănești, comuna Durnești                  | Dealul Cârligului                                     | Cucuteni - A                                                     | A. Păunescu, P. Șadurschi, V. Chirica 1974                                                     | 47°43′42″N 27°04′52″E / 47.7284°N 27.08117°E  | Încărcați imagine | Raportați eroare |
| 37565.01.01                               | Movila din Fântâna Pălămarului de la Balinți / ansamblu anonim (Categorie: descoperire funerară) (Tip: Movilă)                                                                                  | sat Balinți, comuna Havârna                      | Movila din Fântâna Pălămarului                        |                                                                  | O.L. Șovan 2009                                                                                | 48°02′52″N 26°42′22″E / 48.04775°N 26.70618°E | Încărcați imagine | Raportați eroare |
| 39195.01.01                               | Situl arheologic de la Bobulești - Valea Corogea / ansamblu anonim (Categorie: locuire civilă) (Tip: Așezare deschisă)                                                                          | localitate componentă Bobulești, oraș Ștefănești | Valea Corogea                                         | Noua aprox. 1500/1400-1150 ani                                   | N. Zaharia 1957                                                                                | 47°43′10″N 27°11′10″E / 47.71955°N 27.1861°E  | Încărcați imagine | Raportați eroare |
| 39195.01.02                               | Situl arheologic de la Bobulești - Valea Corogea / ansamblu anonim (Categorie: locuire civilă) (Tip: Așezare deschisă)                                                                          | localitate componentă Bobulești, oraș Ștefănești | Valea Corogea                                         | sec. XVII - XVIII                                                | N. Zaharia 1957                                                                                | 47°43′10″N 27°11′10″E / 47.71955°N 27.1861°E  | Încărcați imagine | Raportați eroare |
| 39195.02.01                               | Situl arheologic de la Bobulești-Fânațul Zahariei / ansamblu anonim (Categorie: locuire civilă) (Tip: Așezare deschisă)                                                                         | localitate componentă Bobulești, oraș Ștefănești | Fânațul Zahariei                                      | Cucuteni - A                                                     | N. Zaharia, Em. Zaharia, E. Balica 1959                                                        | 47°44′29″N 27°12′51″E / 47.7413°N 27.2143°E   | Încărcați imagine | Raportați eroare |
| 39195.02.02                               | Situl arheologic de la Bobulești-Fânațul Zahariei / ansamblu anonim (Categorie: locuire civilă) (Tip: Așezare deschisă)                                                                         | localitate componentă Bobulești, oraș Ștefănești | Fânațul Zahariei                                      | Noua aprox. 1500/1400-1150 ani                                   | N. Zaharia, Em. Zaharia, E. Balica 1959                                                        | 47°44′29″N 27°12′51″E / 47.7413°N 27.2143°E   | Încărcați imagine | Raportați eroare |
| 39195.02.03                               | Situl arheologic de la Bobulești-Fânațul Zahariei / ansamblu anonim (Categorie: locuire civilă) (Tip: Așezare deschisă)                                                                         | localitate componentă Bobulești, oraș Ștefănești | Fânațul Zahariei                                      |                                                                  | N. Zaharia, Em. Zaharia, E. Balica 1959                                                        | 47°44′29″N 27°12′51″E / 47.7413°N 27.2143°E   | Încărcați imagine | Raportați eroare |
| 39195.02.04                               | Situl arheologic de la Bobulești-Fânațul Zahariei / ansamblu anonim (Categorie: locuire civilă) (Tip: Așezare deschisă)                                                                         | localitate componentă Bobulești, oraș Ștefănești | Fânațul Zahariei                                      | Sântana de Mureș - Cerneahov sec. IV - V                         | N. Zaharia, Em. Zaharia, E. Balica 1959                                                        | 47°44′29″N 27°12′51″E / 47.7413°N 27.2143°E   | Încărcați imagine | Raportați eroare |
| 39195.02.05                               | Situl arheologic de la Bobulești-Fânațul Zahariei / ansamblu anonim (Categorie: locuire civilă) (Tip: Așezare)                                                                                  | localitate componentă Bobulești, oraș Ștefănești | Fânațul Zahariei                                      | Costișa-Botoșana sec. V-VI                                       | N. Zaharia, Em. Zaharia, E. Balica 1959                                                        | 47°44′29″N 27°12′51″E / 47.7413°N 27.2143°E   | Încărcați imagine | Raportați eroare |
| 39195.02.06                               | Situl arheologic de la Bobulești-Fânațul Zahariei / ansamblu anonim (Categorie: locuire civilă) (Tip: Așezare deschisă)                                                                         | localitate componentă Bobulești, oraș Ștefănești | Fânațul Zahariei                                      | Suceava-Drumul Național Sec. VIII-IX                             | N. Zaharia, Em. Zaharia, E. Balica 1959                                                        | 47°44′29″N 27°12′51″E / 47.7413°N 27.2143°E   | Încărcați imagine | Raportați eroare |
| 39195.02.07                               | Situl arheologic de la Bobulești-Fânațul Zahariei / ansamblu anonim (Categorie: locuire civilă) (Tip: Așezare deschisă)                                                                         | localitate componentă Bobulești, oraș Ștefănești | Fânațul Zahariei                                      | sec. XVII - XVIII                                                | N. Zaharia, Em. Zaharia, E. Balica 1959                                                        | 47°44′29″N 27°12′51″E / 47.7413°N 27.2143°E   | Încărcați imagine | Raportați eroare |
| 39195.03.03                               | Situl arheologic de la Bobulești - La Lutărie / ansamblu anonim (Categorie: locuire civilă) (Tip: Așezare deschisă)                                                                             | localitate componentă Bobulești, oraș Ștefănești | La Lutărie                                            | Sântana de Mureș - Cerneahov sec. IV - V                         | N. Zaharia, Em. Zaharia, E. Balica 1959                                                        | 47°45′26″N 27°12′58″E / 47.75729°N 27.21613°E | Încărcați imagine | Raportați eroare |
| 39195.03.06                               | Situl arheologic de la Bobulești - La Lutărie / ansamblu anonim (Categorie: locuire civilă) (Tip: Așezare)                                                                                      | localitate componentă Bobulești, oraș Ștefănești | La Lutărie                                            | Prodana-Bârlad sec. XIII-XIV                                     | N. Zaharia, Em. Zaharia, E. Balica 1959                                                        | 47°45′26″N 27°12′58″E / 47.75729°N 27.21613°E | Încărcați imagine | Raportați eroare |
| 39195.03.05                               | Situl arheologic de la Bobulești - La Lutărie / ansamblu anonim (Categorie: locuire civilă) (Tip: Așezare deschisă)                                                                             | localitate componentă Bobulești, oraș Ștefănești | La Lutărie                                            | Răducăneni sec. XI-XIII                                          | N. Zaharia, Em. Zaharia, E. Balica 1959                                                        | 47°45′26″N 27°12′58″E / 47.75729°N 27.21613°E | Încărcați imagine | Raportați eroare |
| 39195.03.07                               | Situl arheologic de la Bobulești - La Lutărie / ansamblu anonim (Categorie: locuire civilă) (Tip: Așezare deschisă)                                                                             | localitate componentă Bobulești, oraș Ștefănești | La Lutărie                                            | sec. XIV - XV                                                    | N. Zaharia, Em. Zaharia, E. Balica 1959                                                        | 47°45′26″N 27°12′58″E / 47.75729°N 27.21613°E | Încărcați imagine | Raportați eroare |
| 39195.03.01                               | Situl arheologic de la Bobulești - La Lutărie / ansamblu anonim (Categorie: locuire civilă) (Tip: Așezare deschisă)                                                                             | localitate componentă Bobulești, oraș Ștefănești | La Lutărie                                            | Cucuteni aprox. 4.500- 3.500 ani                                 | N. Zaharia, Em. Zaharia, E. Balica 1959                                                        | 47°45′26″N 27°12′58″E / 47.75729°N 27.21613°E | Încărcați imagine | Raportați eroare |
| 39195.03.02                               | Situl arheologic de la Bobulești - La Lutărie / ansamblu anonim (Categorie: locuire civilă) (Tip: Așezare deschisă)                                                                             | localitate componentă Bobulești, oraș Ștefănești | La Lutărie                                            |                                                                  | N. Zaharia, Em. Zaharia, E. Balica 1959                                                        | 47°45′26″N 27°12′58″E / 47.75729°N 27.21613°E | Încărcați imagine | Raportați eroare |
| 39195.03.04                               | Situl arheologic de la Bobulești - La Lutărie / ansamblu anonim (Categorie: locuire civilă) (Tip: așezare deschisă)                                                                             | localitate componentă Bobulești, oraș Ștefănești | La Lutărie                                            | Dridu sec. IX-XI                                                 | N. Zaharia, Em. Zaharia, E. Balica 1959                                                        | 47°45′26″N 27°12′58″E / 47.75729°N 27.21613°E | Încărcați imagine | Raportați eroare |
| 39079.01.01                               | Situl arheologic de la Blândești - Gogeasca / ansamblu anonim (Categorie: locuire civilă) (Tip: Așezare)                                                                                        | sat Blândești, comuna Blândești                  | Gogeasca                                              | getică aprox. 650-450/300 ani                                    | Alexandru Păunescu , Paul Șadurschi, V. Chirica 1974                                           | 47°42′22″N 26°52′45″E / 47.7061°N 26.87919°E  | Încărcați imagine | Raportați eroare |
| 39079.01.02                               | Situl arheologic de la Blândești - Gogeasca / ansamblu anonim (Categorie: locuire civilă) (Tip: Așezare)                                                                                        | sat Blândești, comuna Blândești                  | Gogeasca                                              | getică aprox. 450-300 ani                                        | Alexandru Păunescu , Paul Șadurschi, V. Chirica 1974                                           | 47°42′22″N 26°52′45″E / 47.7061°N 26.87919°E  | Încărcați imagine | Raportați eroare |
| 39079.01.03                               | Situl arheologic de la Blândești - Gogeasca / ansamblu anonim (Categorie: locuire civilă) (Tip: Așezare)                                                                                        | sat Blândești, comuna Blândești                  | Gogeasca                                              | Sântana de Mureș - Cerneahov sec. IV-V                           | Alexandru Păunescu , Paul Șadurschi, V. Chirica 1974                                           | 47°42′22″N 26°52′45″E / 47.7061°N 26.87919°E  | Încărcați imagine | Raportați eroare |
| 39079.01.04                               | Situl arheologic de la Blândești - Gogeasca / ansamblu anonim (Categorie: locuire civilă) (Tip: Așezare)                                                                                        | sat Blândești, comuna Blândești                  | Gogeasca                                              |                                                                  | Alexandru Păunescu , Paul Șadurschi, V. Chirica 1974                                           | 47°42′22″N 26°52′45″E / 47.7061°N 26.87919°E  | Încărcați imagine | Raportați eroare |
| 39346.01.01                               | Așezarea Cucuteni de la Buhăceni - Holm / ansamblu anonim (Categorie: locuire civilă) (Tip: Așezare deschisă)                                                                                   | sat Buhăceni, comuna Trușești                    | Holm                                                  | Cucuteni - A                                                     | 1908 1870                                                                                      | 47°49′19″N 26°59′34″E / 47.82185°N 26.99274°E | Încărcați imagine | Raportați eroare |
| 39435.01.01                               | Așezarea Cucuteni de la Borzești - La Iaz / ansamblu anonim (Categorie: locuire civilă) (Tip: Așezare deschisă)                                                                                 | sat Borzești, comuna Ungureni                    | La Iaz                                                | Cucuteni - A-B aprox. 4.500- 3.500 ani                           | prof. Juravle Traian 1973                                                                      | 47°55′02″N 26°45′23″E / 47.91723°N 26.7563°E  | Încărcați imagine | Raportați eroare |
| 39550.01.01                               | Situl arheologic de la Burla - Treancu / ansamblu anonim (Categorie: locuire) (Tip: Așezare deschisă)                                                                                           | sat Burla, comuna Unțeni                         | Treancu                                               | Sântana de Mureș - Cerneahov sec. IV - V                         | A. Păunescu, P. Șadurschi, V. Chirica 1974                                                     | 47°46′58″N 26°47′29″E / 47.78287°N 26.79136°E | Încărcați imagine | Raportați eroare |
| 39550.01.02                               | Situl arheologic de la Burla - Treancu / ansamblu anonim (Categorie: locuire) (Tip: Așezare deschisă)                                                                                           | sat Burla, comuna Unțeni                         | Treancu                                               | sec. XVII - XVIII                                                | A. Păunescu, P. Șadurschi, V. Chirica 1974                                                     | 47°46′58″N 26°47′29″E / 47.78287°N 26.79136°E | Încărcați imagine | Raportați eroare |
| 36328.02.01                               | Așezarea de la Bălușenii Noi - Podișul Mare / ansamblu anonim (Categorie: locuire civilă) (Tip: Așezare)                                                                                        | sat Bălușenii Noi, comuna Bălușeni               | Podișul Mare                                          | gravettian aprox. 28.000/27.000-20.000 ani                       | A. Păunescu și P. Șadurschi 1979                                                               | 47°41′55″N 26°50′04″E / 47.69869°N 26.83454°E | Încărcați imagine | Raportați eroare |
| 36328.02.02                               | Așezarea de la Bălușenii Noi - Podișul Mare / ansamblu anonim (Categorie: locuire civilă) (Tip: așezare)                                                                                        | sat Bălușenii Noi, comuna Bălușeni               | Podișul Mare                                          |                                                                  | A. Păunescu și P. Șadurschi 1979                                                               | 47°41′55″N 26°50′04″E / 47.69869°N 26.83454°E | Încărcați imagine | Raportați eroare |
| 36328.02.03                               | Așezarea de la Bălușenii Noi - Podișul Mare / ansamblu anonim (Categorie: locuire civilă) (Tip: așezare)                                                                                        | sat Bălușenii Noi, comuna Bălușeni               | Podișul Mare                                          |                                                                  | A. Păunescu și P. Șadurschi 1979                                                               | 47°41′55″N 26°50′04″E / 47.69869°N 26.83454°E | Încărcați imagine | Raportați eroare |
| 36328.03.01                               | Așezarea Cucuteni de la Bălușenii Noi - Podișul Mic / ansamblu anonim (Categorie: locuire civilă) (Tip: Așezare)                                                                                | sat Bălușenii Noi, comuna Bălușeni               | Podișul Mic                                           | Cucuteni aprox. 4.500- 3.500 ani                                 | Ivan Ion                                                                                       | 47°42′04″N 26°49′20″E / 47.70111°N 26.82214°E | Încărcați imagine | Raportați eroare |
| 36337.03.01                               | Așezarea Cucuteni de la Buzeni-Dealul Hârtop / ansamblu anonim (Categorie: locuire civilă) (Tip: Așezare)                                                                                       | sat Buzeni, comuna Bălușeni                      | Dealul Hârtop                                         | Cucuteni aprox. 4.500- 3.500 ani                                 | A. Păunescu, P. Șadurschi 1983                                                                 | 47°40′43″N 26°44′56″E / 47.67865°N 26.74901°E | Încărcați imagine | Raportați eroare |
| 36337.04.01                               | Așezarea medievală de la Coșuleni - La Biserică / ansamblu anonim (Categorie: locuire civilă) (Tip: Așezare)                                                                                    | sat Buzeni, comuna Bălușeni                      | La Biserică                                           |                                                                  | A. Păunescu, P. Șadurschi 1983                                                                 | 47°41′01″N 26°44′56″E / 47.68349°N 26.74881°E | Încărcați imagine | Raportați eroare |
| 36337.06.01                               | Așezarea Cucuteni de la Buzeni-La Harbuzărie / ansamblu anonim (Categorie: locuire civilă) (Tip: Așezare)                                                                                       | sat Buzeni, comuna Bălușeni                      | La Harbuzărie                                         | Cucuteni aprox. 4.500- 3.500 ani                                 | A. Păunescu , P. Șadurschi 1983                                                                | 47°40′14″N 26°43′41″E / 47.67043°N 26.72817°E | Încărcați imagine | Raportați eroare |
| 36337.05.01                               | Situl arheologic de la Buzeni-După Huci / ansamblu anonim (Categorie: locuire civilă) (Tip: Așezare)                                                                                            | sat Buzeni, comuna Bălușeni                      | După Huci                                             | Cucuteni aprox. 4.500- 3.500 ani                                 | Aștefănoaie Costin-Costel și Iftimie Daniela 1983                                              | 47°40′00″N 26°44′39″E / 47.66675°N 26.74404°E | Încărcați imagine | Raportați eroare |
| 36337.05.02                               | Situl arheologic de la Buzeni-După Huci / ansamblu anonim (Categorie: locuire civilă) (Tip: Așezare)                                                                                            | sat Buzeni, comuna Bălușeni                      | După Huci                                             |                                                                  | Aștefănoaie Costin-Costel și Iftimie Daniela 1983                                              | 47°40′00″N 26°44′39″E / 47.66675°N 26.74404°E | Încărcați imagine | Raportați eroare |
| 36337.05.03                               | Situl arheologic de la Buzeni-După Huci / ansamblu anonim (Categorie: locuire civilă) (Tip: Așezare)                                                                                            | sat Buzeni, comuna Bălușeni                      | După Huci                                             |                                                                  | Aștefănoaie Costin-Costel și Iftimie Daniela 1983                                              | 47°40′00″N 26°44′39″E / 47.66675°N 26.74404°E | Încărcați imagine | Raportați eroare |
| 36346.07.01                               | Așezarea medievală de la Buzeni-La Sandovici / ansamblu anonim (Categorie: locuire civilă) (Tip: Așezare)                                                                                       | sat Buzeni, comuna Bălușeni                      | La Sandovici                                          |                                                                  | A. Păunescu , P. Șadurschi 1983                                                                | 47°40′05″N 26°45′23″E / 47.66796°N 26.75652°E | Încărcați imagine | Raportați eroare |
| 36319.01.01                               | Așezarea Cucuteni de la Bălușeni-Pe Deal spre Draxini / ansamblu anonim (Categorie: locuire civilă) (Tip: Așezare)                                                                              | sat Bălușeni, comuna Bălușeni                    | Pe Deal spre Draxini                                  | Cucuteni aprox. 4.500- 3.500 ani                                 | Iacob Ioan 1974                                                                                | 47°40′05″N 26°48′47″E / 47.66793°N 26.81305°E | Încărcați imagine | Raportați eroare |
| 36328.04.01                               | Situl arheologic de la Bălușenii Noi-La Siliște / ansamblu anonim (Categorie: locuire civilă) (Tip: Așezare)                                                                                    | sat Bălușenii Noi, comuna Bălușeni               | La Siliște                                            | tardenoisian aprox. 8.500-6.500 ani                              | Gugoașă Florea 1974                                                                            | 47°40′43″N 26°50′44″E / 47.67871°N 26.84568°E | Încărcați imagine | Raportați eroare |
| 36328.04.02                               | Situl arheologic de la Bălușenii Noi-La Siliște / ansamblu anonim (Categorie: locuire civilă) (Tip: Așezare)                                                                                    | sat Bălușenii Noi, comuna Bălușeni               | La Siliște                                            |                                                                  | Gugoașă Florea 1974                                                                            | 47°40′43″N 26°50′44″E / 47.67871°N 26.84568°E | Încărcați imagine | Raportați eroare |
| 36328.04.03                               | Situl arheologic de la Bălușenii Noi-La Siliște / ansamblu anonim (Categorie: locuire civilă) (Tip: Așezare)                                                                                    | sat Bălușenii Noi, comuna Bălușeni               | La Siliște                                            | Sântana de Mureș - Cerneahov sec. IV - V                         | Gugoașă Florea 1974                                                                            | 47°40′43″N 26°50′44″E / 47.67871°N 26.84568°E | Încărcați imagine | Raportați eroare |
| 36328.04.04                               | Situl arheologic de la Bălușenii Noi-La Siliște / ansamblu anonim (Categorie: locuire civilă) (Tip: Așezare)                                                                                    | sat Bălușenii Noi, comuna Bălușeni               | La Siliște                                            |                                                                  | Gugoașă Florea 1974                                                                            | 47°40′43″N 26°50′44″E / 47.67871°N 26.84568°E | Încărcați imagine | Raportați eroare |
| 39079.02.01                               | Tumulul de la Blândești-Dealul Pârloagei / ansamblu anonim (Categorie: descoperire funerară) (Tip: Tumul)                                                                                       | sat Blândești, comuna Blândești                  | Dealul Pârloagei                                      |                                                                  | A. Păunescu, P. Șadurschi, V. Chirica 1974                                                     | 47°42′06″N 26°54′14″E / 47.70155°N 26.90391°E | Încărcați imagine | Raportați eroare |
| 36382.03.01                               | Așezarea hallstattiană de la Brăești - La Velniță / ansamblu anonim (Categorie: locuire civilă) (Tip: Așezare)                                                                                  | sat Brăești, comuna Brăești                      | La Velniță                                            |                                                                  | N. Zaharia 1957                                                                                | 47°52′15″N 26°27′36″E / 47.87072°N 26.45987°E | Încărcați imagine | Raportați eroare |
| 36382.05.01                               | Movilă funerară la Brăești - Dealul Coșarelor / ansamblu anonim (Categorie: descoperire funerară) (Tip: Tumul)                                                                                  | sat Brăești, comuna Brăești                      | Dealul Coșarelor                                      |                                                                  | O.L. Șovan 2009                                                                                | 47°52′25″N 26°31′22″E / 47.87352°N 26.52289°E | Încărcați imagine | Raportați eroare |
| 36382.08.01                               | Situl arheologic de la Brăeștii-Iazul de la Luncă / ansamblu anonim (Categorie: locuire civilă) (Tip: Așezare)                                                                                  | sat Brăești, comuna Brăești                      | Iazul de la Luncă                                     | Ceramica lineară cu capete de note muzicale 5500-5000 ani        | N. Zaharia 1957                                                                                | 47°51′34″N 26°29′31″E / 47.85931°N 26.49184°E | Încărcați imagine | Raportați eroare |
| 36382.08.03                               | Situl arheologic de la Brăeștii-Iazul de la Luncă / ansamblu anonim (Categorie: locuire civilă) (Tip: Așezare)                                                                                  | sat Brăești, comuna Brăești                      | Iazul de la Luncă                                     | sec. XVII - XVIII                                                | N. Zaharia 1957                                                                                | 47°51′34″N 26°29′31″E / 47.85931°N 26.49184°E | Încărcați imagine | Raportați eroare |
| 36382.08.02                               | Situl arheologic de la Brăeștii-Iazul de la Luncă / ansamblu anonim (Categorie: locuire civilă) (Tip: Așezare)                                                                                  | sat Brăești, comuna Brăești                      | Iazul de la Luncă                                     | Cucuteni aprox. 4.500- 3.500 ani                                 | N. Zaharia 1957                                                                                | 47°51′34″N 26°29′31″E / 47.85931°N 26.49184°E | Încărcați imagine | Raportați eroare |
| 36435.02.01                               | Așezarea din epoca migrațiilor de la Broscăuți-La Coșere / ansamblu anonim (Categorie: locuire civilă) (Tip: Așezare)                                                                           | sat Broscăuți, comuna Broscăuți                  | La Coșere                                             | Sântana de Mureș - Cerneahov sec. IV - V                         | prof. A. Zaharia 1974                                                                          | 47°57′34″N 26°27′30″E / 47.95958°N 26.45846°E | Încărcați imagine | Raportați eroare |
| 36462.03.01                               | Situl arheologic de la Bucecea-Complexul porcin / ansamblu anonim (Categorie: locuire civilă) (Tip: Necropolă)                                                                                  | oraș Bucecea                                     | Complexul porcin                                      | sarmatică sec. II - III                                          | Vasile Cărăușu 1972                                                                            | 47°45′01″N 26°26′59″E / 47.75041°N 26.44976°E | Încărcați imagine | Raportați eroare |
| 36462.06.01                               | Situl arheologic de la Bucecea-Siliște / ansamblu anonim (Categorie: locuire civilă) (Tip: Așezare)                                                                                             | oraș Bucecea                                     | Siliște                                               | dacilor liberi sec. II - III                                     | Nădejde Vasile C., I. Țițu 1985                                                                | 47°44′47″N 26°26′14″E / 47.74652°N 26.43712°E | Încărcați imagine | Raportați eroare |
| 36462.06.02                               | Situl arheologic de la Bucecea-Siliște / ansamblu anonim (Categorie: locuire civilă) (Tip: Așezare)                                                                                             | oraș Bucecea                                     | Siliște                                               | Sântana de Mureș - Cerneahov sec. IV - V                         | Nădejde Vasile C., I. Țițu 1985                                                                | 47°44′47″N 26°26′14″E / 47.74652°N 26.43712°E | Încărcați imagine | Raportați eroare |
| 36462.06.03                               | Situl arheologic de la Bucecea-Siliște / ansamblu anonim (Categorie: locuire civilă) (Tip: Așezare)                                                                                             | oraș Bucecea                                     | Siliște                                               | sec. XVIII                                                       | Nădejde Vasile C., I. Țițu 1985                                                                | 47°44′47″N 26°26′14″E / 47.74652°N 26.43712°E | Încărcați imagine | Raportați eroare |
| 35786.02.01                               | Situl arheologic de la Băiceni - Malul Iazului / ansamblu anonim (Categorie: locuire civilă) (Tip: Așezare)                                                                                     | sat Băiceni, comuna Curtești                     | Malul Iazului                                         |                                                                  | N. Zaharia 1960                                                                                | 47°41′43″N 26°39′51″E / 47.69524°N 26.66414°E | Încărcați imagine | Raportați eroare |
| 35786.02.02                               | Situl arheologic de la Băiceni - Malul Iazului / ansamblu anonim (Categorie: locuire civilă) (Tip: Așezare)                                                                                     | sat Băiceni, comuna Curtești                     | Malul Iazului                                         | Geto-dacă sec. II a. Chr. - sec. II p. Chr                       | N. Zaharia 1960                                                                                | 47°41′43″N 26°39′51″E / 47.69524°N 26.66414°E | Încărcați imagine | Raportați eroare |
| 37164.01.01                               | Așezare Cucuteni la Brăteni - Vatra Satului / ansamblu anonim (Categorie: locuire civilă) (Tip: Așezare deschisă)                                                                               | sat Brăteni, comuna Dobârceni                    | Vatra Satului                                         | Cucuteni - A                                                     | N. Zaharia 1955                                                                                | 47°51′28″N 27°01′39″E / 47.8578°N 27.02751°E  | Încărcați imagine | Raportați eroare |
| 37342.01.01                               | Așezarea paleolitică de la Boscoteni - La Nord-Est de Sat / ansamblu anonim (Categorie: locuire civilă) (Tip: Așezare)                                                                          | sat Boscoteni, comuna Frumușica                  | La Nord-Est de Sat                                    | gravettian (?) aprox. 28.000/27.000-20.000 ani                   | N. Zaharia 1956                                                                                | 47°30′15″N 26°51′56″E / 47.50425°N 26.86563°E | Încărcați imagine | Raportați eroare |
| 37636.02.01                               | Așezarea medievală de la Borolea - Pe Valea Borolea / ansamblu anonim (Categorie: locuire civilă) (Tip: Așezare deschisă)                                                                       | sat Borolea, comuna Hănești                      | Pe Valea Borolea                                      |                                                                  | V. Diaconu 2009                                                                                | 47°57′36″N 27°01′11″E / 47.96011°N 27.01982°E | Încărcați imagine | Raportați eroare |
| 37805.02.01                               | Situl arheologic de la Baranca - Vatra Satului / ansamblu anonim (Categorie: locuire civilă) (Tip: Așezare)                                                                                     | sat Baranca, comuna Hudești                      | Vatra Satului                                         | sec. III - II a. Chr.                                            | învățător D. Jar 1972                                                                          | 48°11′19″N 26°27′49″E / 48.18852°N 26.46351°E | Încărcați imagine | Raportați eroare |
| 37805.02.02                               | Situl arheologic de la Baranca - Vatra Satului / ansamblu anonim (Categorie: locuire civilă) (Tip: Așezare)                                                                                     | sat Baranca, comuna Hudești                      | Vatra Satului                                         | Sântana de Mureș - Cerneahov sec. IV - V                         | învățător D. Jar 1972                                                                          | 48°11′19″N 26°27′49″E / 48.18852°N 26.46351°E | Încărcați imagine | Raportați eroare |
| 37878.01.01                               | Așezarea Cucuteni de la Belcea-La Fântâna Popii / ansamblu anonim (Categorie: locuire civilă) (Tip: Așezare deschisă)                                                                           | sat Belcea, comuna Leorda                        | La Fântâna Popii                                      | Cucuteni - A                                                     | N. Zaharia 1955                                                                                | 47°48′30″N 26°26′09″E / 47.80829°N 26.43597°E | Încărcați imagine | Raportați eroare |
| 36159.03.01                               | Necropola funerară din Latene târziu de la Buimăceni-Vatra satului / ansamblu anonim (Categorie: descoperire funerară) (Tip: Necropolă)                                                         | sat Buimăceni, comuna Albești                    | Vatra Satului                                         | dacilor liberi sec. II - III                                     | învățător C. Andrei și N. Ringhilescu 1973                                                     | 47°40′22″N 27°05′13″E / 47.67283°N 27.08683°E | Încărcați imagine | Raportați eroare |
| 36435.03.01                               | Movilă funerară la Broscăuți - Podișul Broscăuți / ansamblu anonim (Categorie: descoperire funerară) (Tip: Tumul)                                                                               | sat Broscăuți, comuna Broscăuți                  | Podișul Broscăuți                                     |                                                                  | O.L.Șovan 2009                                                                                 | 47°56′37″N 26°28′30″E / 47.94361°N 26.47505°E | Încărcați imagine | Raportați eroare |
| 36435.04.01                               | Movilă funerară la Broscăuți-La Stadolă I / ansamblu anonim (Categorie: descoperire funerară) (Tip: Tumul)                                                                                      | sat Broscăuți, comuna Broscăuți                  | La Stadolă I                                          |                                                                  | A. Păunescu, P. Șadurschi, V. Chirica 1973                                                     | 47°57′59″N 26°27′25″E / 47.96633°N 26.45691°E | Încărcați imagine | Raportați eroare |
| 37235.01.01                               | Movila Vultur de la Băbiceni / ansamblu anonim (Categorie: descoperire funerară) (Tip: Tumul)                                                                                                   | sat Băbiceni, comuna Durnești                    | Movila Vultur                                         |                                                                  | A. Păunescu, P. Șadurschi, V. Chirica 1973                                                     | 47°45′34″N 27°03′28″E / 47.75949°N 27.05775°E | Încărcați imagine | Raportați eroare |
| 39186.01.01                               | Situl arheologic de la Bădiuți - La Brăhărie / ansamblu anonim (Categorie: locuire civilă) (Tip: Așezare)                                                                                       | localitate componentă Bădiuți, oraș Ștefănești   | La Brăhărie                                           |                                                                  | N. Zaharia 1956                                                                                | 47°46′28″N 27°12′59″E / 47.77435°N 27.21634°E | Încărcați imagine | Raportați eroare |
| 39186.01.02                               | Situl arheologic de la Bădiuți - La Brăhărie / ansamblu anonim (Categorie: locuire civilă) (Tip: Așezare)                                                                                       | localitate componentă Bădiuți, oraș Ștefănești   | La Brăhărie                                           | Sântana de Mureș - Cerneahov sec. IV - V                         | N. Zaharia 1956                                                                                | 47°46′28″N 27°12′59″E / 47.77435°N 27.21634°E | Încărcați imagine | Raportați eroare |
| 39186.01.03                               | Situl arheologic de la Bădiuți - La Brăhărie / ansamblu anonim (Categorie: locuire civilă) (Tip: Așezare)                                                                                       | localitate componentă Bădiuți, oraș Ștefănești   | La Brăhărie                                           | sec. XVI - XVII                                                  | N. Zaharia 1956                                                                                | 47°46′28″N 27°12′59″E / 47.77435°N 27.21634°E | Încărcați imagine | Raportați eroare |
| 39195.04.01                               | Situl arheologic de la Bobulești - Dealul Botcea / ansamblu anonim (Categorie: locuire civilă) (Tip: Așezare deschisă)                                                                          | localitate componentă Bobulești, oraș Ștefănești | Dealul Botcea                                         | Gravetian aprox. 28.000/27.000-20.000 ani                        | N. Zaharia, E. Zaharia și E. Balica 1959                                                       | 47°43′46″N 27°11′23″E / 47.72942°N 27.1897°E  | Încărcați imagine | Raportați eroare |
| 39195.04.02                               | Situl arheologic de la Bobulești - Dealul Botcea / ansamblu anonim (Categorie: locuire civilă) (Tip: Așezare deschisă)                                                                          | localitate componentă Bobulești, oraș Ștefănești | Dealul Botcea                                         | Cucuteni - A                                                     | N. Zaharia, E. Zaharia și E. Balica 1959                                                       | 47°43′46″N 27°11′23″E / 47.72942°N 27.1897°E  | Încărcați imagine | Raportați eroare |
| 39195.04.03                               | Situl arheologic de la Bobulești - Dealul Botcea / ansamblu anonim (Categorie: locuire civilă) (Tip: Așezare deschisă)                                                                          | localitate componentă Bobulești, oraș Ștefănești | Dealul Botcea                                         | sec. XVIII                                                       | N. Zaharia, E. Zaharia și E. Balica 1959                                                       | 47°43′46″N 27°11′23″E / 47.72942°N 27.1897°E  | Încărcați imagine | Raportați eroare |
| 39195.05.01                               | Situl arheologic de la Bobulești - La Curte / ansamblu anonim (Categorie: locuire civilă) (Tip: Așezare deschisă)                                                                               | localitate componentă Bobulești, oraș Ștefănești | La Curte                                              | Cucuteni - B                                                     | N. Zaharia, Em. Zaharia, E. Balica 1959                                                        | 47°45′43″N 27°13′31″E / 47.76207°N 27.22527°E | Încărcați imagine | Raportați eroare |
| 39195.05.03                               | Situl arheologic de la Bobulești - La Curte / ansamblu anonim (Categorie: locuire civilă) (Tip: Așezare deschisă)                                                                               | localitate componentă Bobulești, oraș Ștefănești | La Curte                                              | sec. XIV - XVIII                                                 | N. Zaharia, Em. Zaharia, E. Balica 1959                                                        | 47°45′43″N 27°13′31″E / 47.76207°N 27.22527°E | Încărcați imagine | Raportați eroare |
| 39195.05.02                               | Situl arheologic de la Bobulești - La Curte / ansamblu anonim (Categorie: locuire civilă) (Tip: așezare deschisă)                                                                               | localitate componentă Bobulești, oraș Ștefănești | La Curte                                              | Suceava-Drumul Național sec. VIII-IX                             | N. Zaharia, Em. Zaharia, E. Balica 1959                                                        | 47°45′43″N 27°13′31″E / 47.76207°N 27.22527°E | Încărcați imagine | Raportați eroare |
| 39195.06.01                               | Movila Captalan de la Bobulești / ansamblu anonim (Categorie: descoperire funerară) (Tip: Tumul)                                                                                                | localitate componentă Bobulești, oraș Ștefănești | Movila Captalan                                       |                                                                  | Nădejde Vasile C. și Țițu I. 1895                                                              | 47°44′43″N 27°11′09″E / 47.74532°N 27.18584°E | Încărcați imagine | Raportați eroare |
| 39346.02.01                               | Situl arheologic de la Buhăceni - La Lutărie / ansamblu anonim (Categorie: locuire civilă) (Tip: Așezare deschisă)                                                                              | sat Buhăceni, comuna Trușești                    | La Lutărie                                            | Noua 1500/1400-1150 ani                                          | N. Zaharia 1956                                                                                | 47°49′13″N 26°58′45″E / 47.82032°N 26.97921°E | Încărcați imagine | Raportați eroare |
| 39346.02.02                               | Situl arheologic de la Buhăceni - La Lutărie / ansamblu anonim (Categorie: locuire civilă) (Tip: Așezare deschisă)                                                                              | sat Buhăceni, comuna Trușești                    | La Lutărie                                            | Sântana de Mureș - Cerneahov sec. IV - V                         | N. Zaharia 1956                                                                                | 47°49′13″N 26°58′45″E / 47.82032°N 26.97921°E | Încărcați imagine | Raportați eroare |
| 39756.01.01                               | Situl arheologic de la Brehuiești - Imașul Capului / ansamblu anonim (Categorie: locuire civilă) (Tip: Așezare deschisă)                                                                        | sat Brehuiești, comuna Vlădeni                   | Imașul Capului                                        | Musterian 65.000-38.000/40.000-35.000 ani                        | N. Zaharia 1955                                                                                | 47°41′23″N 26°32′52″E / 47.68983°N 26.54766°E | Încărcați imagine | Raportați eroare |
| 39756.01.02                               | Situl arheologic de la Brehuiești - Imașul Capului / ansamblu anonim (Categorie: locuire civilă) (Tip: Așezare deschisă)                                                                        | sat Brehuiești, comuna Vlădeni                   | Imașul Capului                                        | Costișa-Botoșana sec V-VI                                        | N. Zaharia 1955                                                                                | 47°41′23″N 26°32′52″E / 47.68983°N 26.54766°E | Încărcați imagine | Raportați eroare |
| 39756.02.01                               | Așezarea din epoca migrațiilor de la Brehuiești - Peste Iaz / ansamblu anonim (Categorie: locuire civilă) (Tip: Așezare deschisă)                                                               | sat Brehuiești, comuna Vlădeni                   | Peste Iaz                                             | Sântana de Mureș - Cerneahov sec. IV - V                         | N. Zaharia 1955                                                                                | 47°42′20″N 26°31′43″E / 47.70565°N 26.52872°E | Încărcați imagine | Raportați eroare |
| 35740.07.03                               | Situl arheologic de la Botoșani-Dealul Cărămidăriei / ansamblu anonim (Categorie: locuire civilă) (Tip: Așezare)                                                                                | municipiul Botoșani                              | Dealul Cărămidăriei                                   | Sântana de Mureș - Cerneahov sec. IV - V                         | N. Zaharia, E. Zaharia 1958                                                                    | 47°45′14″N 26°41′23″E / 47.75381°N 26.68977°E | Încărcați imagine | Raportați eroare |
| 35740.07.01                               | Situl arheologic de la Botoșani-Dealul Cărămidăriei / ansamblu anonim (Categorie: locuire civilă) (Tip: așezare)                                                                                | municipiul Botoșani                              | Dealul Cărămidăriei                                   | Musterian aprox. 65.000-38.000/40.000-35.000 ani                 | N. Zaharia, E. Zaharia 1958                                                                    | 47°45′14″N 26°41′23″E / 47.75381°N 26.68977°E | Încărcați imagine | Raportați eroare |
| 35740.07.02                               | Situl arheologic de la Botoșani-Dealul Cărămidăriei / ansamblu anonim (Categorie: locuire civilă) (Tip: așezare)                                                                                | municipiul Botoșani                              | Dealul Cărămidăriei                                   | dacilor liberi sec. II-III                                       | N. Zaharia, E. Zaharia 1958                                                                    | 47°45′14″N 26°41′23″E / 47.75381°N 26.68977°E | Încărcați imagine | Raportați eroare |
| 35740.07.04                               | Situl arheologic de la Botoșani-Dealul Cărămidăriei / ansamblu anonim (Categorie: locuire civilă) (Tip: necropola)                                                                              | municipiul Botoșani                              | Dealul Cărămidăriei                                   | Sântana de Mureș - Cerneahov sec. IV-V                           | N. Zaharia, E. Zaharia 1958                                                                    | 47°45′14″N 26°41′23″E / 47.75381°N 26.68977°E | Încărcați imagine | Raportați eroare |
| 35740.03.01                               | Așezarea din epoca migrațiilor de la Botoșani-Str. Cișmea / ansamblu anonim (Categorie: locuire civilă) (Tip: Așezare)                                                                          | municipiul Botoșani                              | Str. Cișmea                                           | Sântana de Mureș - Cerneahov sec. IV - V                         | N. Zaharia 1960                                                                                | 47°45′34″N 26°40′13″E / 47.75951°N 26.67041°E | Încărcați imagine | Raportați eroare |
| 35740.10.01                               | Situl arheologic de la Botoșani-Dealul Dresleuca / ansamblu anonim (Categorie: locuire civilă) (Tip: Așezare)                                                                                   | municipiul Botoșani                              | Dealul Dresleuca                                      |                                                                  | N. Zaharia 1952                                                                                | 47°44′26″N 26°37′51″E / 47.74057°N 26.63094°E | Încărcați imagine | Raportați eroare |
| 35740.10.02                               | Situl arheologic de la Botoșani-Dealul Dresleuca / ansamblu anonim (Categorie: locuire civilă) (Tip: Așezare)                                                                                   | municipiul Botoșani                              | Dealul Dresleuca                                      | Sântana de Mureș - Cerneahov sec. IV - V                         | N. Zaharia 1952                                                                                | 47°44′26″N 26°37′51″E / 47.74057°N 26.63094°E | Încărcați imagine | Raportați eroare |
| 35740.10.03                               | Situl arheologic de la Botoșani-Dealul Dresleuca / ansamblu anonim (Categorie: locuire civilă) (Tip: Așezare)                                                                                   | municipiul Botoșani                              | Dealul Dresleuca                                      | Răducăneni sec. XI-XII                                           | N. Zaharia 1952                                                                                | 47°44′26″N 26°37′51″E / 47.74057°N 26.63094°E | Încărcați imagine | Raportați eroare |
| 35740.10.04                               | Situl arheologic de la Botoșani-Dealul Dresleuca / ansamblu anonim (Categorie: locuire civilă) (Tip: Așezare)                                                                                   | municipiul Botoșani                              | Dealul Dresleuca                                      | Prodana-Bârlad sec. XIII-XIV                                     | N. Zaharia 1952                                                                                | 47°44′26″N 26°37′51″E / 47.74057°N 26.63094°E | Încărcați imagine | Raportați eroare |
| 35740.11.01                               | Situl arheologic de la Botoșani-Bariera Curtești / ansamblu anonim (Categorie: locuire civilă) (Tip: Așezare)                                                                                   | municipiul Botoșani                              | Bariera Curtești                                      |                                                                  | N. Zaharia 1956                                                                                | 47°43′47″N 26°39′29″E / 47.72972°N 26.65795°E | Încărcați imagine | Raportați eroare |
| 35740.11.02                               | Situl arheologic de la Botoșani-Bariera Curtești / ansamblu anonim (Categorie: locuire civilă) (Tip: Așezare)                                                                                   | municipiul Botoșani                              | Bariera Curtești                                      | Sântana de Mureș - Cerneahov sec. IV - V d.Hr.                   | N. Zaharia 1956                                                                                | 47°43′47″N 26°39′29″E / 47.72972°N 26.65795°E | Încărcați imagine | Raportați eroare |
| 35740.12.01                               | Așezarea hallstattiană de la Botoșani-Abatorul vechi / ansamblu anonim (Categorie: locuire civilă) (Tip: Așezare)                                                                               | municipiul Botoșani                              | Abatorul vechi                                        |                                                                  | P. Șadurschi 1989                                                                              | 47°43′54″N 26°41′14″E / 47.73172°N 26.68733°E | Încărcați imagine | Raportați eroare |
| 35740.13.01                               | Situl arheologic de la Botoșani-Târgul medieval Botoșani / ansamblu anonim (Categorie: locuire civilă) (Tip: Așezare)                                                                           | municipiul Botoșani                              | Târgul medieval Botoșani                              | Cucuteni aprox. 4.500- 3.500 ani                                 | Letopisețul anonim al Moldovei menționează documentar "târgul ars de tătari" 28 noiembrie 1437 | 47°44′30″N 26°40′17″E / 47.74173°N 26.67138°E | Încărcați imagine | Raportați eroare |
| 35740.13.02                               | Situl arheologic de la Botoșani-Târgul medieval Botoșani / ansamblu anonim (Categorie: locuire civilă) (Tip: Așezare)                                                                           | municipiul Botoșani                              | Târgul medieval Botoșani                              | dacilor liberi sec. II - III d.Hr.                               | Letopisețul anonim al Moldovei menționează documentar "târgul ars de tătari" 28 noiembrie 1437 | 47°44′30″N 26°40′17″E / 47.74173°N 26.67138°E | Încărcați imagine | Raportați eroare |
| 35740.13.03                               | Situl arheologic de la Botoșani-Târgul medieval Botoșani / ansamblu anonim (Categorie: locuire civilă) (Tip: Așezare)                                                                           | municipiul Botoșani                              | Târgul medieval Botoșani                              | Sântana de Mureș - Cerneahov sec. IV - V d.Hr.                   | Letopisețul anonim al Moldovei menționează documentar "târgul ars de tătari" 28 noiembrie 1437 | 47°44′30″N 26°40′17″E / 47.74173°N 26.67138°E | Încărcați imagine | Raportați eroare |
| 35740.13.04                               | Situl arheologic de la Botoșani-Târgul medieval Botoșani / ansamblu anonim (Categorie: locuire civilă) (Tip: Așezare)                                                                           | municipiul Botoșani                              | Târgul medieval Botoșani                              | Prodana-Bârlad sec. XIII-XIV d.Hr.                               | Letopisețul anonim al Moldovei menționează documentar "târgul ars de tătari" 28 noiembrie 1437 | 47°44′30″N 26°40′17″E / 47.74173°N 26.67138°E | Încărcați imagine | Raportați eroare |
| 35740.13.05                               | Situl arheologic de la Botoșani-Târgul medieval Botoșani / ansamblu anonim (Categorie: locuire civilă) (Tip: Așezare)                                                                           | municipiul Botoșani                              | Târgul medieval Botoșani                              |                                                                  | Letopisețul anonim al Moldovei menționează documentar "târgul ars de tătari" 28 noiembrie 1437 | 47°44′30″N 26°40′17″E / 47.74173°N 26.67138°E | Încărcați imagine | Raportați eroare |
| 35740.13.06                               | Situl arheologic de la Botoșani-Târgul medieval Botoșani / ansamblu anonim (Categorie: locuire civilă) (Tip: Cimitir)                                                                           | municipiul Botoșani                              | Târgul medieval Botoșani                              |                                                                  | Letopisețul anonim al Moldovei menționează documentar "târgul ars de tătari" 28 noiembrie 1437 | 47°44′30″N 26°40′17″E / 47.74173°N 26.67138°E | Încărcați imagine | Raportați eroare |
| 35740.14.01                               | Așezarea din Hallstatt-ul târziu de la Botoșani - Drumul tătarilor / ansamblu anonim (Categorie: locuire civilă) (Tip: Așezare)                                                                 | municipiul Botoșani                              | Str. Drumul tătarilor, punct Drumul tătarilor         | getică aprox. 650-450/300 ani                                    | N. Zaharia 1956                                                                                | 47°44′50″N 26°41′08″E / 47.74736°N 26.68563°E | Încărcați imagine | Raportați eroare |
| 35964.02.01                               | Așezarea din epoca migrațiilor de la Bajura - Pădurea Concești / ansamblu anonim (Categorie: locuire civilă) (Tip: Așezare)                                                                     | sat Bajura, oraș Darabani                        | Pădurea Concești                                      | Sântana de Mureș - Cerneahov sec. IV - V                         | A. Păunescu, P. Șadurschi, V. Chirica 1974                                                     | 48°11′06″N 26°32′34″E / 48.18504°N 26.54274°E | Încărcați imagine | Raportați eroare |
| 35964.03.01                               | Așezarea Cucuteni de la Bajura - Valea Chișcului / ansamblu anonim (Categorie: locuire) (Tip: așezare deschisă)                                                                                 | sat Bajura, oraș Darabani                        | Valea Chișcului                                       | Cucuteni - A                                                     | D. Jar 1973                                                                                    | 48°11′32″N 26°31′01″E / 48.19217°N 26.51684°E | Încărcați imagine | Raportați eroare |
| 36435.09.01                               | Situl arheolgic de la Broscăuți-Dealul Beldiman / ansamblu anonim (Categorie: locuire civilă) (Tip: Așezare)                                                                                    | sat Broscăuți, comuna Broscăuți                  | Dealul Beldiman                                       | Cucuteni 4.500- 3.500 ani                                        | N. Zaharia 1954                                                                                | 47°56′36″N 26°25′27″E / 47.94329°N 26.42417°E | Încărcați imagine | Raportați eroare |
| 36435.09.02                               | Situl arheolgic de la Broscăuți-Dealul Beldiman / ansamblu anonim (Categorie: locuire civilă) (Tip: Așezare)                                                                                    | sat Broscăuți, comuna Broscăuți                  | Dealul Beldiman                                       | Suceava-Drumul Național sec. VIII -IX                            | N. Zaharia 1954                                                                                | 47°56′36″N 26°25′27″E / 47.94329°N 26.42417°E | Încărcați imagine | Raportați eroare |
| 36435.09.03                               | Situl arheolgic de la Broscăuți-Dealul Beldiman / ansamblu anonim (Categorie: locuire civilă) (Tip: Așezare)                                                                                    | sat Broscăuți, comuna Broscăuți                  | Dealul Beldiman                                       |                                                                  | N. Zaharia 1954                                                                                | 47°56′36″N 26°25′27″E / 47.94329°N 26.42417°E | Încărcați imagine | Raportați eroare |
| 36435.08.01                               | Situl arheolgic de la Broscuți-Bariera Broscăuți / ansamblu anonim (Categorie: locuire civilă) (Tip: Așezare)                                                                                   | sat Broscăuți, comuna Broscăuți                  | Bariera Broscăuți                                     | Horodiștea-Gordinești 3.500-2.500 ani                            | N. Zaharia 1954                                                                                | 47°56′54″N 26°25′17″E / 47.94833°N 26.42129°E | Încărcați imagine | Raportați eroare |
| 36435.08.02                               | Situl arheolgic de la Broscuți-Bariera Broscăuți / ansamblu anonim (Categorie: locuire civilă) (Tip: Așezare)                                                                                   | sat Broscăuți, comuna Broscăuți                  | Bariera Broscăuți                                     |                                                                  | N. Zaharia 1954                                                                                | 47°56′54″N 26°25′17″E / 47.94833°N 26.42129°E | Încărcați imagine | Raportați eroare |
| 36088.03.01                               | Situl arheologic de la Bodeasa - La Movile / ansamblu anonim (Categorie: locuire civilă) (Tip: Așezare deschisă)                                                                                | sat Bodeasa, oraș Săveni                         | La Movile                                             | Gravetian aprox. 28.000/27.000-20.000 ani                        | N. Zaharia 1955                                                                                | 47°58′15″N 26°53′51″E / 47.97092°N 26.8974°E  | Încărcați imagine | Raportați eroare |
| 36088.03.02                               | Situl arheologic de la Bodeasa - La Movile / ansamblu anonim (Categorie: locuire civilă) (Tip: Așezare deschisă)                                                                                | sat Bodeasa, oraș Săveni                         | La Movile                                             | Sântana de Mureș - Cerneahov sec. IV - V                         | N. Zaharia 1955                                                                                | 47°58′15″N 26°53′51″E / 47.97092°N 26.8974°E  | Încărcați imagine | Raportați eroare |
| 36088.04.01                               | Movila Rot I de la Bodeasa / ansamblu anonim (Categorie: descoperire funerară) (Tip: Movilă) | sat Bodeasa, oraș Săveni                         | Movila Rot I                                          |                                                                  | A. Păunescu, P. Șadurschi, V. Chirica 1973-1974                                                | 47°58′45″N 26°53′26″E / 47.97911°N 26.89044°E | Încărcați imagine | Raportați eroare |
| 36088.05.01                               | Movila Rot II de la Bodeasa / ansamblu anonim (Categorie: descoperire funerară) (Tip: Tumul) | sat Bodeasa, oraș Săveni                         | Movila Rot II                                         |                                                                  | A. Păunescu, P. Șadurschi, V. Chirica 1973-1974                                                | 47°58′33″N 26°53′27″E / 47.97573°N 26.89083°E | Încărcați imagine | Raportați eroare |
| 36097.01.01                               | Movila din Dealul Movilelor I de la Bozieni / ansamblu anonim (Categorie: descoperire funerară) (Tip: Tumul)                                                                                    | sat Bozieni, oraș Săveni                         | Dealul Movilelor I                                    |                                                                  | A. Păunescu, P. Șadurschi, V. Chirica 1973-1974                                                | 47°57′49″N 26°53′10″E / 47.96362°N 26.88615°E | Încărcați imagine | Raportați eroare |
| 36159.09.01                               | Movila Găunoasa de la Buimăceni / ansamblu anonim (Categorie: descoperire funerară) (Tip: Tumul)                                                                                                | sat Buimăceni, comuna Albești                    | Movila Găunoasă                                       |                                                                  | A. Păunescu, P. Șadurschi 1973                                                                 | 47°40′43″N 27°06′11″E / 47.67849°N 27.10307°E | Încărcați imagine | Raportați eroare |
| 36159.06.01                               | Movilă la Buimăceni-Ciritei / ansamblu anonim (Categorie: descoperire funerară) (Tip: Tumul) | sat Buimăceni, comuna Albești                    | Ciritei                                               |                                                                  | O. L. Șovan                                                                                    | 47°40′55″N 27°07′47″E / 47.68188°N 27.12974°E | Încărcați imagine | Raportați eroare |
| 36159.08.01                               | Movila la Buimăceni-Valea Gardului II / ansamblu anonim (Categorie: descoperire funerară) (Tip: Tumul)                                                                                          | sat Buimăceni, comuna Albești                    | Movila Valea Gardului II                              |                                                                  | Mircea Muraru 2010                                                                             | 47°40′13″N 27°06′55″E / 47.67016°N 27.11528°E | Încărcați imagine | Raportați eroare |
| 36328.05.01                               | Movila de la Bălușenii Noi-Podișul Mare / ansamblu anonim (Categorie: descoperire funerară) (Tip: Tumul)                                                                                        | sat Bălușenii Noi, comuna Bălușeni               | Podișul Mare                                          |                                                                  | O.L. Șovan 2009                                                                                | 47°41′20″N 26°50′31″E / 47.68893°N 26.84185°E | Încărcați imagine | Raportați eroare |
| 36328.06.01                               | Movilă la Bălușenii Noi-La Beaua / ansamblu anonim (Categorie: descoperire funerară) (Tip: Tumul)                                                                                               | sat Bălușenii Noi, comuna Bălușeni               | La Beaua                                              |                                                                  | O.L. Șovan 2009                                                                                | 47°41′20″N 26°50′31″E / 47.68893°N 26.84185°E | Încărcați imagine | Raportați eroare |
| 36328.07.01                               | Movilă la Bălușenii Noi-Dealul Siliștea / ansamblu anonim (Categorie: descoperire funerară) (Tip: Tumul)                                                                                        | sat Bălușenii Noi, comuna Bălușeni               | Dealul Siliștea                                       |                                                                  | O.L. Șovan 2009                                                                                | 47°40′47″N 26°50′28″E / 47.67962°N 26.84103°E | Încărcați imagine | Raportați eroare |
| 36328.08.01                               | Movilă la Bălușenii Noi-La Coșare / ansamblu anonim (Categorie: descoperire funerară) (Tip: Tumul)                                                                                              | sat Bălușenii Noi, comuna Bălușeni               | La Coșare                                             |                                                                  | O.L. Șovan 2009                                                                                | 47°41′27″N 26°48′44″E / 47.69077°N 26.81209°E | Încărcați imagine | Raportați eroare |
| 36328.09.01                               | Movilă la Bălușenii Noi-Coasta Cier / ansamblu anonim (Categorie: descoperire funerară) (Tip: Tumul)                                                                                            | sat Bălușenii Noi, comuna Bălușeni               | Coasta Cier                                           |                                                                  | O.L. Șovan 2009                                                                                | 47°40′42″N 26°47′06″E / 47.67847°N 26.78489°E | Încărcați imagine | Raportați eroare |
| 36319.06.01                               | Movila Poiana la Bălușeni / ansamblu anonim (Categorie: descoperire funerară) (Tip: Tumul) | sat Bălușeni, comuna Bălușeni                    | Poiana                                                |                                                                  | O.L. Șovan 2009                                                                                | 47°40′16″N 26°46′35″E / 47.67102°N 26.77639°E | Încărcați imagine | Raportați eroare |
| 36337.08.01                               | Movila de la Buzeni-Dealul Bârlădeanca / ansamblu anonim (Categorie: descoperire funerară) (Tip: Tumul)                                                                                         | sat Buzeni, comuna Bălușeni                      | Dealul Bârlădeanca                                    |                                                                  | O.L. Șovan 2009                                                                                | 47°39′34″N 26°45′17″E / 47.65952°N 26.75462°E | Încărcați imagine | Raportați eroare |
| 36319.05.01                               | Movilă la Bălușeni-Loturi / ansamblu anonim (Categorie: descoperire funerară) (Tip: Tumul) | sat Bălușeni, comuna Bălușeni                    | Movila din Loturi                                     |                                                                  | O. L. Șovan 2009                                                                               | 47°40′11″N 26°48′38″E / 47.66975°N 26.81062°E | Încărcați imagine | Raportați eroare |
| 39079.03.01                               | Movila La Sărături de la Blândești / ansamblu anonim (Categorie: descoperire funerară) (Tip: Tumul)                                                                                             | sat Blândești, comuna Blândești                  | La Sărături                                           |                                                                  | O.L. Șovan 2009                                                                                | 47°42′30″N 26°51′12″E / 47.70822°N 26.85339°E | Încărcați imagine | Raportați eroare |
| 39079.04.01                               | Tumul la Blândești-Dealul Țiclău / ansamblu anonim (Categorie: descoperire funerară) (Tip: Tumul)                                                                                               | sat Blândești, comuna Blândești                  | Dealul Țiclău                                         |                                                                  | O.L. Șovan 2009                                                                                | 47°43′08″N 26°50′44″E / 47.71901°N 26.84562°E | Încărcați imagine | Raportați eroare |
| 39079.05.01                               | Tumulul de la Blândești-Dealul Porții / ansamblu anonim (Categorie: descoperire funerară) (Tip: Tumul)                                                                                          | sat Blândești, comuna Blândești                  | Dealul Porții                                         |                                                                  | O.L. Șovan 2009                                                                                | 47°42′04″N 26°51′35″E / 47.70109°N 26.85975°E | Încărcați imagine | Raportați eroare |
| 39079.06.01                               | Tumul la Blândești-Podișul Mare / ansamblu anonim (Categorie: descoperire funerară) (Tip: Tumul)                                                                                                | sat Blândești, comuna Blândești                  | Podișul Mare                                          |                                                                  | O.L. Șovan 2009                                                                                | 47°42′01″N 26°50′49″E / 47.70014°N 26.84694°E | Încărcați imagine | Raportați eroare |
| 39079.07.01                               | Movila de la Blândești-Dealul Viilor / ansamblu anonim (Categorie: descoperire funerară) (Tip: Tumul)                                                                                           | sat Blândești, comuna Blândești                  | Dealul Viilor                                         |                                                                  | O.L. Șovan 2009                                                                                | 47°41′42″N 26°52′19″E / 47.69493°N 26.87202°E | Încărcați imagine | Raportați eroare |
| 36328.10.01                               | Movila de la Bălușenii Noi-Pădurea Rediul Roșu / ansamblu anonim (Categorie: descoperire funerară) (Tip: Tumul)                                                                                 | sat Bălușenii Noi, comuna Bălușeni               | Pădurea Rediul Roșu                                   |                                                                  | O.L. Șovan 2009                                                                                | 47°41′02″N 26°51′50″E / 47.68385°N 26.86386°E | Încărcați imagine | Raportați eroare |
| 39079.08.01                               | Movila de la Blândești-Dealul Gogeasca / ansamblu anonim (Categorie: descoperire funerară) (Tip: Tumul)                                                                                         | sat Blândești, comuna Blândești                  | Dealul Gogeasca                                       |                                                                  | O.L. Șovan 2009                                                                                | 47°43′09″N 26°53′11″E / 47.71918°N 26.88651°E | Încărcați imagine | Raportați eroare |
| 39079.09.01                               | Tumulul de la Blândești-Pârâul Ghebos / ansamblu anonim (Categorie: descoperire funerară) (Tip: movila)                                                                                         | sat Blândești, comuna Blândești                  | Pârâul Ghebos                                         |                                                                  | O.L. Șovan 2009                                                                                | 47°42′14″N 26°53′17″E / 47.70377°N 26.88798°E | Încărcați imagine | Raportați eroare |
| 36382.02.01                               | Situl arheologic de la Brăești-Podișul La Stână / ansamblu anonim (Categorie: locuire) (Tip: așezare)                                                                                           | sat Brăești, comuna Brăești                      | Podișul La Stână                                      | sec. XV - XVI                                                    | N. Zaharia 1957                                                                                | 47°52′19″N 26°29′25″E / 47.87187°N 26.49018°E | Încărcați imagine | Raportați eroare |
| 36382.02.02                               | Situl arheologic de la Brăești-Podișul La Stână / ansamblu anonim (Categorie: locuire) (Tip: așezare)                                                                                           | sat Brăești, comuna Brăești                      | Podișul La Stână                                      | sec. XVII - XVIII                                                | N. Zaharia 1957                                                                                | 47°52′19″N 26°29′25″E / 47.87187°N 26.49018°E | Încărcați imagine | Raportați eroare |
| 36382.06.01                               | Movila Cârței de la Brăești / ansamblu anonim (Categorie: descoperire funerară) (Tip: Tumul) | sat Brăești, comuna Brăești                      | Movila Cârței                                         |                                                                  | O.L. Șovan 2009                                                                                | 47°52′49″N 26°29′37″E / 47.88033°N 26.49358°E | Încărcați imagine | Raportați eroare |
| 36382.09.01                               | Movilă la Brăești-Dealul Țigăncii / ansamblu anonim (Categorie: descoperire funerară) (Tip: Tumul)                                                                                              | sat Brăești, comuna Brăești                      | Dealul Țigăncii                                       |                                                                  | O.L. Șovan 2009                                                                                | 47°51′31″N 26°25′52″E / 47.85872°N 26.43121°E | Încărcați imagine | Raportați eroare |
| 36382.07.01                               | Movilă la Brăești-Dealul Hopăi / ansamblu anonim (Categorie: descoperire funerară) (Tip: Tumul)                                                                                                 | sat Brăești, comuna Brăești                      | Dealul Hopăi                                          |                                                                  | O. L. Șovan 2009                                                                               | 47°52′36″N 26°30′31″E / 47.87675°N 26.50853°E | Încărcați imagine | Raportați eroare |
| 36382.10.01                               | Așezarea de epoca bronzului de la Brăești-Dealul Zârnei / ansamblu anonim (Categorie: locuire) (Tip: așezare)                                                                                   | sat Brăești, comuna Brăești                      | Dealul Zârnei                                         | Noua 1500/1400-1150 ani                                          | Eugen Comșa 1949                                                                               | 47°53′21″N 26°27′54″E / 47.88919°N 26.46513°E | Încărcați imagine | Raportați eroare |
| 36435.05.01                               | Movilă funerară la Broscăuți-La Stadolă II / ansamblu anonim (Categorie: descoperire funerară) (Tip: Tumul)                                                                                     | sat Broscăuți, comuna Broscăuți                  | La Stadolă II                                         |                                                                  | A. Păunescu, P. Șadurschi, V. Chirica 1973                                                     | 47°58′02″N 26°27′19″E / 47.96724°N 26.4554°E  | Încărcați imagine | Raportați eroare |
| 36970.01.01                               | Movila de la Baranca-Pădurea Cristinești I / ansamblu anonim (Categorie: descoperire funerară) (Tip: movila)                                                                                    | sat Baranca, comuna Cristinești                  | Pădurea Cristinești I                                 |                                                                  | O.L. Șovan 2009                                                                                | 48°07′18″N 26°20′39″E / 48.12156°N 26.34413°E | Încărcați imagine | Raportați eroare |
| 36970.02.01                               | Movila de la Baranca-Pădurea Cristinești II / ansamblu anonim (Categorie: descoperire funerară) (Tip: movila)                                                                                   | sat Baranca, comuna Cristinești                  | Pădurea Cristinești II                                |                                                                  | O. L. Șovan 2009                                                                               | 48°07′12″N 26°20′45″E / 48.11989°N 26.34584°E | Încărcați imagine | Raportați eroare |
| 36738.01.01                               | Movila la Broscăuți - Dealul Florii II / ansamblu anonim (Categorie: descoperire funerară) (Tip: Tumul)                                                                                         | sat Broscăuți, comuna Broscăuți                  | Dealul Florii II                                      |                                                                  | O.L. Șovan 2009                                                                                | 47°55′30″N 26°28′19″E / 47.92498°N 26.47183°E | Încărcați imagine | Raportați eroare |
| 36435.06.01                               | Movila de la Broscăuți - Dealul Florii I / ansamblu anonim (Categorie: descoperire funerară) (Tip: Tumul)                                                                                       | sat Broscăuți, comuna Broscăuți                  | Dealul Florii I                                       |                                                                  | O.L.Șovan 2009                                                                                 | 47°55′16″N 26°28′32″E / 47.92104°N 26.47568°E | Încărcați imagine | Raportați eroare |
| 37128.01.01                               | Așezarea medieval târzie de la Bivolari-Dealul Curtea Veche / ansamblu anonim (Categorie: locuire) (Tip: așezare deschisă)                                                                      | sat Bivolari, comuna Dobârceni                   | Dealul Curtea Veche                                   |                                                                  | I. Nestor și colab 1952                                                                        | 47°48′59″N 27°03′39″E / 47.81639°N 27.06073°E | Încărcați imagine | Raportați eroare |
| 37164.02.01                               | Așezare de epoca bronzului la Brăteni-Ciritei / ansamblu anonim (Categorie: locuire civilă) (Tip: așezare)                                                                                      | sat Brăteni, comuna Dobârceni                    | Ciritei                                               | Noua 1500/1400-1150 ani                                          | 1975                                                                                           | 47°51′11″N 27°00′14″E / 47.85294°N 27.00395°E | Încărcați imagine | Raportați eroare |
| 37164.03.01                               | Movila de la Brăteni - Dealul Brăteni / ansamblu anonim (Categorie: descoperire funerară) (Tip: movila)                                                                                         | sat Brăteni, comuna Dobârceni                    | Dealul Brăteni                                        |                                                                  | O. L. Șovan 2009                                                                               | 47°51′13″N 26°59′48″E / 47.85364°N 26.99679°E | Încărcați imagine | Raportați eroare |
| 37128.02.01                               | Movilă la Bivolari-Dealul Guranda / ansamblu anonim (Categorie: descoperire funerară) (Tip: movila)                                                                                             | sat Bivolari, comuna Dobârceni                   | Dealul Guranda                                        |                                                                  | O. L. Șovan 2009                                                                               | 47°48′51″N 27°02′12″E / 47.81411°N 27.03672°E | Încărcați imagine | Raportați eroare |
| 37244.03.01                               | Movila din Lotul Vechi de la Bârsănești / ansamblu anonim (Categorie: descoperire funerară) (Tip: Movilă)                                                                                       | sat Bârsănești, comuna Durnești                  | Movila din Lotul Vechi                                |                                                                  | O. L. Șovan 2009                                                                               | 47°47′08″N 27°04′25″E / 47.78558°N 27.07352°E | Încărcați imagine | Raportați eroare |
| 37244.04.01                               | Movila din Moara Negri de la Bârsănești / ansamblu anonim (Categorie: descoperire funerară) (Tip: Movilă)                                                                                       | sat Bârsănești, comuna Durnești                  | Movila din Moara Negri                                |                                                                  | O.L. Șovan 2009                                                                                | 47°47′51″N 27°05′19″E / 47.79761°N 27.08869°E | Încărcați imagine | Raportați eroare |
| 37244.05.01                               | Movila de la Bârsănești - La Antochi / ansamblu anonim (Categorie: descoperire funerară) (Tip: Movilă)                                                                                          | sat Bârsănești, comuna Durnești                  | Movila La Antochi                                     |                                                                  | O. L. Șovan 2009                                                                               | 47°48′00″N 27°06′45″E / 47.80002°N 27.11259°E | Încărcați imagine | Raportați eroare |
| 37244.06.01                               | Movila Pelinul de la Bârsănești / ansamblu anonim (Categorie: descoperire funerară) (Tip: Movilă)                                                                                               | sat Bârsănești, comuna Durnești                  | Movila Pelinul                                        |                                                                  | O. L. Șovan 2009                                                                               | 47°47′19″N 27°06′24″E / 47.78848°N 27.10669°E | Încărcați imagine | Raportați eroare |
| 37253.01.01                               | Movila de la Broșteni - Pe Huci / ansamblu anonim (Categorie: descoperire funerară) (Tip: movila)                                                                                               | sat Broșteni, comuna Durnești                    | Movila Pe Huci                                        |                                                                  | O. L. Șovan 2009                                                                               | 47°45′47″N 27°05′00″E / 47.76308°N 27.0833°E  | Încărcați imagine | Raportați eroare |
| 37253.02.01                               | Movila de la Broșteni - La Cărare / ansamblu anonim (Categorie: descoperire funerară) (Tip: Movilă)                                                                                             | sat Broșteni, comuna Durnești                    | Movila La Cărare                                      |                                                                  | O.L. Șovan 2009                                                                                | 47°45′06″N 27°05′03″E / 47.75172°N 27.08424°E | Încărcați imagine | Raportați eroare |
| 37342.02.01                               | Movila Gura Holmului de la Boscoteni / ansamblu anonim (Categorie: descoperire funerară) (Tip: Movilă)                                                                                          | sat Boscoteni, comuna Frumușica                  | Movila Gura Holmului                                  |                                                                  | O.L. Șovan 2009                                                                                | 47°29′47″N 26°54′27″E / 47.49626°N 26.90745°E | Încărcați imagine | Raportați eroare |
| 37477.01.01                               | Movila de la Bătrânești din Coasta Urlați / ansamblu anonim (Categorie: descoperire funerară) (Tip: Movilă)                                                                                     | sat Bătrânești, comuna Gorbănești                | Coasta Urlați                                         |                                                                  | O.L. Șovan 2009                                                                                | 47°47′33″N 26°52′08″E / 47.79246°N 26.86895°E | Încărcați imagine | Raportați eroare |
| 37477.02.01                               | Movila de la Bătrânești - Podișul Onegari I / ansamblu anonim (Categorie: descoperire funerară) (Tip: Movilă)                                                                                   | sat Bătrânești, comuna Gorbănești                | Podișul Onegari I                                     |                                                                  | O. L. Șovan 2009                                                                               | 47°46′48″N 26°53′22″E / 47.78003°N 26.88935°E | Încărcați imagine | Raportați eroare |
| 37477.03.01                               | Movila de la Bătrânești - Podișul Onegari II / ansamblu anonim (Categorie: descoperire funerară) (Tip: Movilă)                                                                                  | sat Bătrânești, comuna Gorbănești                | Podișul Onegari II                                    |                                                                  | O.L. Șovan 2009                                                                                | 47°46′25″N 26°53′46″E / 47.77367°N 26.89603°E | Încărcați imagine | Raportați eroare |
| 37477.04.01                               | Movila de la Bătrânești - Podișul Onegari III / ansamblu anonim (Categorie: descoperire funerară) (Tip: Movilă)                                                                                 | sat Bătrânești, comuna Gorbănești                | Podișul Onegari III                                   |                                                                  | O. L. Șovan 2009                                                                               | 47°46′15″N 26°54′18″E / 47.77074°N 26.90493°E | Încărcați imagine | Raportați eroare |
| 37565.02.01                               | Movila din Dealul Ciumaș de la Balinți / ansamblu anonim (Categorie: descoperire funerară) (Tip: Movilă)                                                                                        | sat Balinți, comuna Havârna                      | Movila din Dealul Ciumaș                              |                                                                  | A. Păunescu, P. Șadurschi, V. Chirica 1973                                                     | 48°03′05″N 26°40′57″E / 48.05133°N 26.68258°E | Încărcați imagine | Raportați eroare |
| 37636.01.01                               | Situl arheologic de la Borolea - La școală / ansamblu anonim (Categorie: locuire) (Tip: așezare deschisă)                                                                                       | sat Borolea, comuna Hănești                      | La școală                                             | Sântana de Mureș - Cerneahov sec. IV - V                         | V. Diaconu 2008-2009                                                                           | 47°57′04″N 27°01′27″E / 47.95113°N 27.02419°E | Încărcați imagine | Raportați eroare |
| 37636.01.02                               | Situl arheologic de la Borolea - La școală / ansamblu anonim (Categorie: locuire) (Tip: așezare deschisă)                                                                                       | sat Borolea, comuna Hănești                      | La școală                                             |                                                                  | V. Diaconu 2008-2009                                                                           | 47°57′04″N 27°01′27″E / 47.95113°N 27.02419°E | Încărcați imagine | Raportați eroare |
| 37805.03.01                               | Movila Burtoasă de la Baranca / ansamblu anonim (Categorie: descoperire funerară) (Tip: Movilă)                                                                                                 | sat Baranca, comuna Hudești                      | Movila Burtoasă                                       |                                                                  | O. L. Șovan 2009                                                                               | 48°11′43″N 26°30′16″E / 48.19539°N 26.50433°E | Încărcați imagine | Raportați eroare |
| 37636.03.01                               | Așezarea medievală de la Borolea - La Grajduri / ansamblu anonim (Categorie: locuire civilă) (Tip: așezare deschisă)                                                                            | sat Borolea, comuna Hănești                      | La Grajduri                                           | sec. XVI-XVII                                                    | Vasile Diaconu 2008-2009                                                                       | 47°56′56″N 27°01′40″E / 47.94881°N 27.02772°E | Încărcați imagine | Raportați eroare |
| 37636.04.01                               | Așezarea Cucuteni de la Borolea - Ocolul Vacilor / ansamblu anonim (Categorie: locuire civilă) (Tip: așezare deschisă)                                                                          | sat Borolea, comuna Hănești                      | Ocolul Vacilor                                        | Cucuteni aprox. 4.500- 3.500 ani                                 | V. Diaconu 2008-2009                                                                           | 47°56′32″N 27°00′10″E / 47.9422°N 27.00267°E  | Încărcați imagine | Raportați eroare |
| 37636.05.01                               | Situl arheologic de la Borolea - Hârtop / ansamblu anonim (Categorie: locuire civilă) (Tip: așezare deschisă)                                                                                   | sat Borolea, comuna Hănești                      | Hârtop                                                | Cucuteni aprox. 4.500- 3.500 ani                                 | V. Diaconu 2008-2009                                                                           | 47°56′38″N 27°01′08″E / 47.9438°N 27.01893°E  | Încărcați imagine | Raportați eroare |
| 37636.05.02                               | Situl arheologic de la Borolea - Hârtop / ansamblu anonim (Categorie: locuire civilă) (Tip: așezare deschisă)                                                                                   | sat Borolea, comuna Hănești                      | Hârtop                                                | Noua aprox. 1500/1400-1150 ani                                   | V. Diaconu 2008-2009                                                                           | 47°56′38″N 27°01′08″E / 47.9438°N 27.01893°E  | Încărcați imagine | Raportați eroare |
| 37636.05.03                               | Situl arheologic de la Borolea - Hârtop / ansamblu anonim (Categorie: locuire civilă) (Tip: așezare deschisă)                                                                                   | sat Borolea, comuna Hănești                      | Hârtop                                                | Costișa-Botoșana sec. V - VI                                     | V. Diaconu 2008-2009                                                                           | 47°56′38″N 27°01′08″E / 47.9438°N 27.01893°E  | Încărcați imagine | Raportați eroare |
| 37636.05.04                               | Situl arheologic de la Borolea - Hârtop / ansamblu anonim (Categorie: locuire civilă) (Tip: așezare deschisă)                                                                                   | sat Borolea, comuna Hănești                      | Hârtop                                                | Suceava-Șipot-Botoșana sec. VI-VII                               | V. Diaconu 2008-2009                                                                           | 47°56′38″N 27°01′08″E / 47.9438°N 27.01893°E  | Încărcați imagine | Raportați eroare |
| 36159.04.01                               | Movilă la Buimăceni-Siliștea Crăciunenilor / ansamblu anonim (Categorie: descoperire funerară) (Tip: Tumul)                                                                                     | sat Buimăceni, comuna Albești                    | Siliștea Crăciunenilor                                |                                                                  | O.L. Șovan 2009                                                                                | 47°39′28″N 27°05′41″E / 47.6579°N 27.09474°E  | Încărcați imagine | Raportați eroare |
| 36159.05.01                               | Movila Mare la Buimăceni / ansamblu anonim (Categorie: descoperire funerară) (Tip: Tumul) | sat Buimăceni, comuna Albești                    | Movila Mare                                           |                                                                  | A. Păunescu, P. Șadurschi, V. Chirica 1973                                                     | 47°40′17″N 27°06′27″E / 47.67126°N 27.10742°E | Încărcați imagine | Raportați eroare |
| 36159.07.01                               | Movila Crăciuneni de la Buimăceni / ansamblu anonim (Categorie: descoperire funerară) (Tip: Tumul)                                                                                              | sat Buimăceni, comuna Albești                    | Movila Crăciuneni                                     |                                                                  | A. Păunescu, P. Șadurschi 1982                                                                 | 47°39′15″N 27°07′05″E / 47.65423°N 27.11819°E | Încărcați imagine | Raportați eroare |
| 36319.07.01                               | Situl arheologic de la Bălușeni-Bârlădeanca / ansamblu anonim (Categorie: locuire) (Tip: așezare)                                                                                               | sat Bălușeni, comuna Bălușeni                    | Bârlădeanca                                           | Cucuteni aprox. 4.500- 3.500 ani                                 | 1978                                                                                           | 47°40′23″N 26°49′35″E / 47.67315°N 26.82631°E | Încărcați imagine | Raportați eroare |
| 36319.07.02                               | Situl arheologic de la Bălușeni-Bârlădeanca / ansamblu anonim (Categorie: locuire) (Tip: așezare)                                                                                               | sat Bălușeni, comuna Bălușeni                    | Bârlădeanca                                           | dacilor liberi sec. II-III                                       | 1978                                                                                           | 47°40′23″N 26°49′35″E / 47.67315°N 26.82631°E | Încărcați imagine | Raportați eroare |
| 36319.07.03                               | Situl arheologic de la Bălușeni-Bârlădeanca / ansamblu anonim (Categorie: locuire) (Tip: așezare)                                                                                               | sat Bălușeni, comuna Bălușeni                    | Bârlădeanca                                           | Sântana de Mureș - Cerneahov sec. IV-V                           | 1978                                                                                           | 47°40′23″N 26°49′35″E / 47.67315°N 26.82631°E | Încărcați imagine | Raportați eroare |
| 36319.07.04                               | Situl arheologic de la Bălușeni-Bârlădeanca / ansamblu anonim (Categorie: locuire) (Tip: așezare)                                                                                               | sat Bălușeni, comuna Bălușeni                    | Bârlădeanca                                           |                                                                  | 1978                                                                                           | 47°40′23″N 26°49′35″E / 47.67315°N 26.82631°E | Încărcați imagine | Raportați eroare |
| 35740.08.01                               | Movila Cișmea de la Botoșani / ansamblu anonim (Categorie: descoperire funerară) (Tip: Tumul)                                                                                                   | municipiul Botoșani                              | Movila Cișmea                                         |                                                                  | O.L. Șovan 2009                                                                                | 47°45′58″N 26°38′51″E / 47.76612°N 26.64762°E | Încărcați imagine | Raportați eroare |
| 35740.09.01                               | Movilă la Botoșani-Cabana Rediu / ansamblu anonim (Categorie: descoperire funerară) (Tip: Tumul)                                                                                                | municipiul Botoșani                              | Cabana Rediu                                          |                                                                  | O.L.Șovan 1989                                                                                 | 47°44′04″N 26°42′33″E / 47.73437°N 26.70926°E | Încărcați imagine | Raportați eroare |
| 35740.16.01                               | Situl arheologic de la Botoșani-La Movile / ansamblu anonim (Categorie: locuire) (Tip: așezare)                                                                                                 | municipiul Botoșani                              | La Movile                                             | dacilor liberi sec. II-III                                       | N. Zaharia 1960                                                                                | 47°47′26″N 26°38′50″E / 47.79064°N 26.64713°E | Încărcați imagine | Raportați eroare |
| 35740.16.02                               | Situl arheologic de la Botoșani-La Movile / ansamblu anonim (Categorie: locuire) (Tip: așezare)                                                                                                 | municipiul Botoșani                              | La Movile                                             | Sântana de Mureș - Cerneahov sec. IV-V                           | N. Zaharia 1960                                                                                | 47°47′26″N 26°38′50″E / 47.79064°N 26.64713°E | Încărcați imagine | Raportați eroare |
| 37128.03.01                               | Movila la Bivolari-Dealul Cârligului / ansamblu anonim (Categorie: mormant tumular) (Tip: Movilă)                                                                                               | sat Bivolari, comuna Dobârceni                   | Dealul Cârligului                                     |                                                                  | O. L. Șovan 2009                                                                               | 47°48′02″N 27°04′20″E / 47.80069°N 27.07228°E | Încărcați imagine | Raportați eroare |
| 37128.04.01                               | Movila de la Bivolari-Pădurea Fundoaia / ansamblu anonim (Categorie: mormant tumular) (Tip: Movilă)                                                                                             | sat Bivolari, comuna Dobârceni                   | Pădurea Fundoaia                                      |                                                                  | O. L. Șovan 2009                                                                               | 47°48′14″N 27°03′37″E / 47.80387°N 27.06017°E | Încărcați imagine | Raportați eroare |
| 35964.05.01                               | Movila Bajura Sud de la Bajura / ansamblu anonim (Categorie: descoperire funerară) (Tip: Movilă)                                                                                                | sat Bajura, oraș Darabani                        | Bajura Sud                                            |                                                                  | O. L. Șovan 2009                                                                               | 48°11′38″N 26°32′22″E / 48.19398°N 26.53935°E | Încărcați imagine | Raportați eroare |
| 35964.06.01                               | Movila de la Bajura - Gura Tolăcuței / ansamblu anonim (Categorie: descoperire funerară) (Tip: Movilă)                                                                                          | sat Bajura, oraș Darabani                        | Movila Gura Tolăcuței                                 |                                                                  | O.L. Șovan 2009                                                                                | 48°12′45″N 26°32′52″E / 48.21253°N 26.54782°E | Încărcați imagine | Raportați eroare |
| 35964.07.01                               | Movila din Dealul Cornișului de la Bajura / ansamblu anonim (Categorie: descoperire funerară) (Tip: Movilă)                                                                                     | sat Bajura, oraș Darabani                        | Movila din Dealul Cornișului                          |                                                                  | O.L. Șovan 2009                                                                                | 48°12′25″N 26°31′40″E / 48.20704°N 26.52772°E | Încărcați imagine | Raportați eroare |
| 37235.02.01                               | Movila de la Băbiceni - din Dealul Băbiceni / ansamblu anonim (Categorie: descoperire funerară) (Tip: Movilă)                                                                                   | sat Băbiceni, comuna Durnești                    | Movila din Dealul Băbiceni                            |                                                                  | O. L. Șovan 2009                                                                               | 47°44′50″N 27°03′57″E / 47.74725°N 27.0659°E  | Încărcați imagine | Raportați eroare |
| 37342.03.01                               | Movila din Coasta Șurii de la Boscoteni / ansamblu anonim (Categorie: descoperire funerară) (Tip: Movilă)                                                                                       | sat Boscoteni, comuna Frumușica                  | Movila din Coasta Șurii                               |                                                                  | O. L. Șovan 2009                                                                               | 47°30′18″N 26°44′47″E / 47.50503°N 26.74651°E | Încărcați imagine | Raportați eroare |
| 37636.06.01                               | Movila lui Honciuc de la Borolea / ansamblu anonim (Categorie: descoperire funerară) (Tip: movilă)                                                                                              | sat Borolea, comuna Hănești                      | Movila lui Honciuc                                    |                                                                  | O. L. Șovan 2009                                                                               | 47°58′39″N 26°59′41″E / 47.97738°N 26.99461°E | Încărcați imagine | Raportați eroare |
| 37636.07                                  | Movila Zahoreni de la Borolea / ansamblu anonim (Categorie: descoperire funerară) (Tip: movilă)                                                                                                 | sat Borolea, comuna Hănești                      | Movila Zahoreni                                       |                                                                  | O. L. Șovan 2009                                                                               | 47°57′46″N 27°02′22″E / 47.96265°N 27.03942°E | Încărcați imagine | Raportați eroare |
| 37805.04.01                               | Movila din Dealul Iazul Dracului de la Baranca / ansamblu anonim (Categorie: descoperire funerară) (Tip: Movilă)                                                                                | sat Baranca, comuna Hudești                      | Movila din Dealul Iazul Dracului                      |                                                                  | O. L. Șovan 2009                                                                               | 48°11′04″N 26°26′13″E / 48.18436°N 26.43683°E | Încărcați imagine | Raportați eroare |
| 38919.01.01                               | Movila Bădărăi de la Bădărăi / ansamblu anonim (Categorie: descoperire funerară) (Tip: Movilă)                                                                                                  | sat Bădărăi, comuna Santa Mare                   | Movila Bădărăi                                        |                                                                  | O. L. Șovan 2009                                                                               | 47°35′08″N 27°22′12″E / 47.58568°N 27.36988°E | Încărcați imagine | Raportați eroare |
| 38928.01.01                               | Movila din Dealul Holmului de la Berza / ansamblu anonim (Categorie: descoperire funerară) (Tip: Movilă)                                                                                        | sat Berza, comuna Santa Mare                     | Movila din Dealul Holmului                            |                                                                  | O. L. Șovan 2009                                                                               | 47°38′21″N 27°18′24″E / 47.63906°N 27.30672°E | Încărcați imagine | Raportați eroare |
| 38928.02.01                               | Movila din Dealul Boroșeni de la Berza / ansamblu anonim (Categorie: descoperire funerară) (Tip: Movilă)                                                                                        | sat Berza, comuna Santa Mare                     | Movila din Dealul Boroșeni                            |                                                                  | O.L. Șovan 2009                                                                                | 47°39′01″N 27°17′47″E / 47.65026°N 27.2965°E  | Încărcați imagine | Raportați eroare |
| 38937.01.01                               | Movila din Dealul Izvoarelor de la Bogdănești / ansamblu anonim (Categorie: descoperire funerară) (Tip: Movilă)                                                                                 | sat Bogdănești, comuna Santa Mare                | Movila din Dealul Izvoarelor                          |                                                                  | O. L. Șovan 2009                                                                               | 47°39′14″N 27°16′06″E / 47.65389°N 27.26835°E | Încărcați imagine | Raportați eroare |
| 36097.02.01                               | Movila din Dealul Movilelor II de la Bozieni / ansamblu anonim (Categorie: descoperire funerară) (Tip: Movilă)                                                                                  | sat Bozieni, oraș Săveni                         | Dealul Movilelor II                                   |                                                                  | A. Păunescu, P. Șadurschi, V. Chirica 1973-1974                                                | 47°57′21″N 26°54′06″E / 47.95581°N 26.90163°E | Încărcați imagine | Raportați eroare |
| 36097.03                                  | Movila din Dealul Movilelor III de la Bozieni (Categorie: descoperire funerară) (Tip: tumul) | sat Bozieni, oraș Săveni                         | Dealul Movilelor III                                  |                                                                  | O.L. Șovan 2008                                                                                | 47°57′17″N 26°54′12″E / 47.95462°N 26.90324°E | Încărcați imagine | Raportați eroare |
| 36097.04.01                               | Movila din Dealul Movilelor IV de la Bozieni / ansamblu anonim (Categorie: descoperire funerară) (Tip: Movilă)                                                                                  | sat Bozieni, oraș Săveni                         | Dealul Movilelor IV                                   |                                                                  | O. L. Șovan 2008                                                                               | 47°57′06″N 26°54′27″E / 47.95172°N 26.9076°E  | Încărcați imagine | Raportați eroare |
| 36088.06.01                               | Movila Rot III de la Bodeasa / ansamblu anonim (Categorie: descoperire funerară) (Tip: Movilă)                                                                                                  | sat Bodeasa, oraș Săveni                         | Movila Rot III                                        |                                                                  | A. Păunescu, P. Șadurschi, V. Chirica 1973-1974                                                | 47°58′27″N 26°53′33″E / 47.97427°N 26.8926°E  | Încărcați imagine | Raportați eroare |
| 36088.07.01                               | Movila din Dealul Bodeasa de la Bodeasa / ansamblu anonim (Categorie: descoperire funerară) (Tip: Movilă)                                                                                       | sat Bodeasa, oraș Săveni                         | Movila din Dealul Bodeasa                             |                                                                  | O. L. Șovan 2009                                                                               | 47°58′53″N 26°56′02″E / 47.98149°N 26.93402°E | Încărcați imagine | Raportați eroare |
| 36088.08.01                               | Movila din Dealul Glăvăneasa I de la Bodeasa / ansamblu anonim (Categorie: descoperire funerară) (Tip: Movilă)                                                                                  | sat Bodeasa, oraș Săveni                         | Movila din Dealul Glăvăneasa I                        |                                                                  | A. Păunescu, P. Șadurschi, V. Chirica 1973-1974                                                | 47°59′45″N 26°53′10″E / 47.99586°N 26.886°E   | Încărcați imagine | Raportați eroare |
| 36088.09                                  | Movila din Dealul Glăvăneasa II de la Bodeasa (Categorie: descoperire funerară) (Tip: tumul) | sat Bodeasa, oraș Săveni                         | Movila din Dealul Glăvăneasa II                       |                                                                  | A. Păunescu, P. Șadurschi, V. Chirica 1973-1974                                                | 47°59′36″N 26°53′15″E / 47.99347°N 26.88739°E | Încărcați imagine | Raportați eroare |
| 39186.02.01                               | Movila din Pădurea Ștefănești de la Bădiuți / ansamblu anonim (Categorie: descoperire funerară) (Tip: Movilă)                                                                                   | localitate componentă Bădiuți, oraș Ștefănești   | Movila din Pădurea Ștefănești                         |                                                                  | O.L. Șovan 2009                                                                                | 47°47′11″N 27°13′22″E / 47.78638°N 27.22271°E | Încărcați imagine | Raportați eroare |
| 39186.03.01                               | Movila din Gura Gârlii de la Bădiuți / ansamblu anonim (Categorie: descoperire funerară) (Tip: Movilă)                                                                                          | localitate componentă Bădiuți, oraș Ștefănești   | Movila din Gura Gârlii                                |                                                                  | O.L. Șovan 2009                                                                                | 47°47′12″N 27°14′52″E / 47.78671°N 27.24769°E | Încărcați imagine | Raportați eroare |
| 39186.04.01                               | Movila Bădiuți Nord Est de la Bădiuți / ansamblu anonim (Categorie: descoperire funerară) (Tip: Movilă)                                                                                         | localitate componentă Bădiuți, oraș Ștefănești   | Movila Bădiuți Nord Est                               |                                                                  | O.L. Șovan 2009                                                                                | 47°47′37″N 27°14′50″E / 47.7937°N 27.24714°E  | Încărcați imagine | Raportați eroare |
| 39195.07.01                               | Movila Răngăuți de la Bobulești / ansamblu anonim (Categorie: descoperire funerară) (Tip: Movilă)                                                                                               | localitate componentă Bobulești, oraș Ștefănești | Movila Răngăuți                                       |                                                                  | O.L. Șovan 2009                                                                                | 47°44′05″N 27°13′19″E / 47.73463°N 27.22198°E | Încărcați imagine | Raportați eroare |
| 39195.08.01                               | Movila Seicu de la Bobulești / ansamblu anonim (Categorie: descoperire funerară) (Tip: Movilă)                                                                                                  | localitate componentă Bobulești, oraș Ștefănești | Movila Seicu                                          |                                                                  | O.L. Șovan 2009                                                                                | 47°43′38″N 27°12′12″E / 47.72715°N 27.20339°E | Încărcați imagine | Raportați eroare |
| 39195.09.01                               | Movila din Dealul Botcea de la Bobulești / ansamblu anonim (Categorie: descoperire funerară) (Tip: Movilă)                                                                                      | localitate componentă Bobulești, oraș Ștefănești | Movila din Dealul Botcea                              |                                                                  | O.L. Șovan 2009                                                                                | 47°43′43″N 27°11′00″E / 47.72865°N 27.18341°E | Încărcați imagine | Raportați eroare |
| 39195.10.01                               | Movila Drisleni de la Bobulești / ansamblu anonim (Categorie: descoperire funerară) (Tip: Movilă)                                                                                               | localitate componentă Bobulești, oraș Ștefănești | Movila Drisleni                                       |                                                                  | O.L. Șovan 2009                                                                                | 47°44′16″N 27°11′26″E / 47.7377°N 27.19059°E  | Încărcați imagine | Raportați eroare |
| 39195.11.01                               | Movila din Dealul Odăii de la Bobulești / ansamblu anonim (Categorie: descoperire funerară) (Tip: Movilă)                                                                                       | localitate componentă Bobulești, oraș Ștefănești | Movila din Dealul Odăii                               |                                                                  | O.L. Șovan 2009                                                                                | 47°45′45″N 27°10′36″E / 47.76248°N 27.17665°E | Încărcați imagine | Raportați eroare |
| 39195.12.01                               | Movila din Dealul Corogea de la Bobulești / ansamblu anonim (Categorie: descoperire funerară) (Tip: Movilă)                                                                                     | localitate componentă Bobulești, oraș Ștefănești | Movila din Dealul Corogea                             |                                                                  | O.L. Șovan 2009                                                                                | 47°45′56″N 27°10′39″E / 47.76557°N 27.17763°E | Încărcați imagine | Raportați eroare |
| 39346.03.01                               | Movila La Rotundu de la Buhăceni / ansamblu anonim (Categorie: descoperire funerară) (Tip: Movilă)                                                                                              | sat Buhăceni, comuna Trușești                    | Movila La Rotundu                                     |                                                                  | O. L. Șovan 2009                                                                               | 47°49′47″N 26°59′20″E / 47.82969°N 26.98879°E | Încărcați imagine | Raportați eroare |
| 39346.04.01                               | Movila din Dealul Cirita de la Buhăceni / ansamblu anonim (Categorie: descoperire funerară) (Tip: Movilă)                                                                                       | sat Buhăceni, comuna Trușești                    | Movila din Dealul Cirita                              |                                                                  | O.L. Șovan 2009                                                                                | 47°49′44″N 27°00′21″E / 47.82901°N 27.0057°E  | Încărcați imagine | Raportați eroare |
| 39346.05.01                               | Movila din Moșie de la Buhăceni / ansamblu anonim (Categorie: descoperire funerară) (Tip: Movilă)                                                                                               | sat Buhăceni, comuna Trușești                    | Movila din Moșie                                      |                                                                  | O.L. Șovan 2009                                                                                | 47°49′11″N 27°00′55″E / 47.81969°N 27.01525°E | Încărcați imagine | Raportați eroare |
| 39346.06.01                               | Movila din Țiclău de la Buhăceni / ansamblu anonim (Categorie: descoperire funerară) (Tip: Movilă)                                                                                              | sat Buhăceni, comuna Trușești                    | Movila din Țiclău                                     |                                                                  | O.L. Șovan 2009                                                                                | 47°48′10″N 27°00′58″E / 47.8027°N 27.01613°E  | Încărcați imagine | Raportați eroare |
| 39346.07.01                               | Movila din Dealul Sărăturilor de la Buhăceni / ansamblu anonim (Categorie: descoperire funerară) (Tip: Movilă)                                                                                  | sat Buhăceni, comuna Trușești                    | Dealul Sărăturilor                                    |                                                                  | O.L. Șovan 2009                                                                                | 47°47′37″N 27°01′05″E / 47.79351°N 27.01796°E | Încărcați imagine | Raportați eroare |
| 39346.08.01                               | Movila La Livadă de la Buhăceni / ansamblu anonim (Categorie: descoperire funerară) (Tip: Movilă)                                                                                               | sat Buhăceni, comuna Trușești                    | Movila La Livadă                                      |                                                                  | O. L. Șovan 2009                                                                               | 47°47′43″N 27°00′19″E / 47.79518°N 27.00526°E | Încărcați imagine | Raportați eroare |
| 39346.09.01                               | Necropola din Epoca Bronzului de la Buhăceni - Din Jos de Deal / ansamblu anonim (Categorie: descoperire funerară) (Tip: Necropolă)                                                             | sat Buhăceni, comuna Trușești                    | Din Jos de Deal                                       | Noua 1500/1400-1150 ani                                          | V. Cotiugă, F. Tencariu, A. Asăndulesei 2009                                                   | 47°48′14″N 27°00′17″E / 47.80387°N 27.00459°E | Încărcați imagine | Raportați eroare |
| 39346.10.01                               | Așezarea Cucuteni de la Buhăceni - Holm / ansamblu anonim (Categorie: locuire) (Tip: așezare deschisă)                                                                                          | sat Buhăceni, comuna Trușești                    | Holm                                                  | Cucuteni 4.500- 3.500 ani                                        | V. Cotiugă, F. Tencariu, A. Asăndulesei 2009                                                   | 47°47′00″N 27°01′09″E / 47.78335°N 27.0193°E  | Încărcați imagine | Raportați eroare |
| 39569.01.01                               | Movila La Deal de Sat de la Burlești / ansamblu anonim (Categorie: descoperire funerară) (Tip: Movilă)                                                                                          | sat Burlești, comuna Unțeni                      | Movila La Deal de Sat                                 |                                                                  | O. L. Șovan 2009                                                                               | 47°46′01″N 26°49′13″E / 47.76696°N 26.82017°E | Încărcați imagine | Raportați eroare |
| 39756.03.01                               | Movila Fundoaia de la Brehuiești / ansamblu anonim (Categorie: descoperire funerară) (Tip: Movilă)                                                                                              | sat Brehuiești, comuna Vlădeni                   | Movila Fundoaia                                       |                                                                  | O.L. Șovan 2009                                                                                | 47°42′49″N 26°34′17″E / 47.71373°N 26.57139°E | Încărcați imagine | Raportați eroare |
| 39756.04.01                               | Movila Vârful Costișei de la Brehuiești / ansamblu anonim (Categorie: descoperire funerară) (Tip: Movilă)                                                                                       | sat Brehuiești, comuna Vlădeni                   | Movila Vârful Costișei                                |                                                                  | O.L. Șovan 2009                                                                                | 47°41′03″N 26°32′11″E / 47.68419°N 26.53641°E | Încărcați imagine | Raportați eroare |
| 37805.05.01                               | Movila din Dealul Cetății de la Baranca / ansamblu anonim (Categorie: descoperire funerară) (Tip: Tumul)                                                                                        | sat Baranca, comuna Hudești                      | Dealul Cetății                                        |                                                                  | O. L. Șovan 2009                                                                               | 48°11′11″N 26°27′20″E / 48.18631°N 26.45563°E | Încărcați imagine | Raportați eroare |
| 35786.03.01                               | Așezarea medievală de la Băiceni - La Canton / ansamblu anonim (Categorie: locuire) (Tip: Așezare deschisă)                                                                                     | sat Băiceni, comuna Curtești                     | La Canton                                             | Suceava-Șipot-Botoșana                                           | N. Zaharia, M. Petrescu-Dîmbovița, Em. Zaharia 1970                                            | 47°41′51″N 26°41′14″E / 47.69751°N 26.68718°E | Încărcați imagine | Raportați eroare |
| 39186.05.01                               | Situl arheologic de la Bădiuți - În Hotar / ansamblu anonim (Categorie: locuire) (Tip: Așezare deschisă)                                                                                        | localitate componentă Bădiuți, oraș Ștefănești   | În Hotar                                              | Cucuteni                                                         | A. Păunescu, P. Șadurschi, V. Chirica 1970                                                     | 47°46′19″N 27°12′33″E / 47.77196°N 27.20924°E | Încărcați imagine | Raportați eroare |
| 39186.05.02                               | Situl arheologic de la Bădiuți - În Hotar / ansamblu anonim (Categorie: locuire) (Tip: Așezare deschisă)                                                                                        | localitate componentă Bădiuți, oraș Ștefănești   | În Hotar                                              | Sântana de Mureș - Cerneahov                                     | A. Păunescu, P. Șadurschi, V. Chirica 1970                                                     | 47°46′19″N 27°12′33″E / 47.77196°N 27.20924°E | Încărcați imagine | Raportați eroare |
| 35740.17.01                               | Necropola de epoca migrațiilor de la Botoșani-Gară / ansamblu anonim (Categorie: descoperire funerară) (Tip: Necropolă)                                                                         | municipiul Botoșani                              | Gară                                                  | Sântana de Mureș-Cerneahov                                       | O. L. Șovan 2012                                                                               |                                               | Încărcați imagine | Raportați eroare |